# LOSC Lille
Vous lisez un « article de qualité » labellisé en 2011.  Il fait partie d'un « bon thème ».
Maillots
Actualités
Dernière mise à jour : 7 août 2025.
Le Lille Olympique Sporting Club, ou LOSC Lille, est un club de football français fondé en 1944 et situé à Lille.
Le club est né de la fusion des deux clubs ex-professionnels de la ville, l'Olympique lillois et le Sporting Club fivois, situés dans deux quartiers lillois différents, qui avaient participé aux sept premières éditions du championnat de France professionnel avant l'arrêt de la compétition à cause de la Seconde Guerre mondiale. D'abord appelé Stade lillois, le club prend dès novembre 1944 le nom de Lille Olympique Sporting Club, qui rappelle ceux des deux clubs d'origine. Abrégé en Lille OSC, il donne lieu à l'acronyme LOSC, qui s'impose pour former le nom courant du club, avec mention redondante du nom de la ville : LOSC Lille.
Au sortir de la guerre, le nouveau club démarre directement en première division sur les places laissées par ses deux prédécesseurs. Fort du passé de l'Olympique lillois, vainqueur du championnat en 1933, le LOSC domine l'après-guerre, remportant en dix ans deux titres de champion de France et cinq Coupes de France. Se distinguent notamment les joueurs Lechantre, Baratte, Bourbotte ou Sommerlinck. Mais ne pouvant plus faire face à ses dettes malgré de nombreuses subventions, le club traverse ensuite une longue période difficile, avec plusieurs relégations en Division 2, et doit abandonner son statut professionnel en 1969.
Retrouvant la D2 la saison suivante, le club est financièrement soutenu puis repris par la mairie de Lille en 1980 sous la forme d'une société d'économie mixte. Après avoir frôlé le dépôt de bilan en 1994, il est privatisé en 1999. Champion de deuxième division en 2000, il est promu en Ligue 1 et où il se maintient depuis. Il se qualifie régulièrement pour les Coupes d'Europe et réalise le doublé championnat-Coupe lors de la saison 2010-2011. Dix ans plus tard, les Dogues remporte le championnat puis le premier Trophée des champions du club.
Jouant d'abord en alternance dans les stades des deux clubs fusionnés, le Lille Olympique Sporting Club décide en 1949 de s'installer au stade Henri-Jooris, ancienne enceinte de l'Olympique lillois, puis, à sa démolition en 1975, au stade Grimonprez-Jooris dans Lille intra-muros. Le club joue ensuite huit ans au Stadium Lille Métropole de Villeneuve-d'Ascq puis emménage lors de la saison 2012-2013 au nouveau stade Pierre-Mauroy également situé à Villeneuve-d'Ascq.
Le club est présidé depuis décembre 2020 par Olivier Létang. Les Dogues sont entraînés depuis juin 2024 par Bruno Genesio.

## Repères historiques

### Un des meilleurs clubs d'après-guerre (1944-1954)
Le 25 mai 1941, l'Olympique Iris Club Lillois (OICL) naît de la fusion de la section football de l'Olympique lillois (OL), fondé en 1902, et de l’Iris Club lillois, fondé en 1898. Le nouveau club participe aux championnats de France 1941-1942 et 1942-1943. Le régime de Vichy, par le biais du directeur des sports Joseph Pascot, interdit par la suite toute section professionnelle. L'activité de l'OICL, dépossédé des meilleurs joueurs qui intègrent l'équipe fédérale Lille-Flandres pour la saison 1943-1944, continue avec le statut amateur. Comme les autres clubs anciennement professionnels, le club lillois est tout de même autorisé cette saison-là à participer à une compétition nationale : la coupe de France. Il est éliminé au stade des seizièmes de finale, battu 3-2 après prolongation par l'équipe fédérale Montpellier-Languedoc.
D'abord vigoureusement opposé à une fusion avec l'OICL, proposée dès 1943, par peur de devenir marginal dans le club qui sera créé, le Sporting Club fivois l’accepte finalement au bout de houleux pourparlers. Mais l'Iris Club, qui souhaite conserver son statut amateur, se désengage de cette entente et reprend son indépendance sportive.
La fusion entre l'Olympique lillois et le SC Fives a lieu le 23 septembre 1944. L'entité créée est nommée Stade lillois. Sous cette dénomination, le club participe à neuf matchs amicaux et à la première journée du championnat de guerre 1944-1945. Le 10 novembre 1944, le nom Lille Olympique Sporting Club (Lille Olympique en souvenir de l'Olympique lillois et Sporting Club en hommage au SC Fives) est adopté après assemblée générale. La fusion est signée par trois représentants du SC Fives, dont le président Louis Henno, et par trois représentants de l'Olympique lillois, dont le président Pierre Delfortrie. Elle est officiellement enregistrée le 25 novembre 1944.

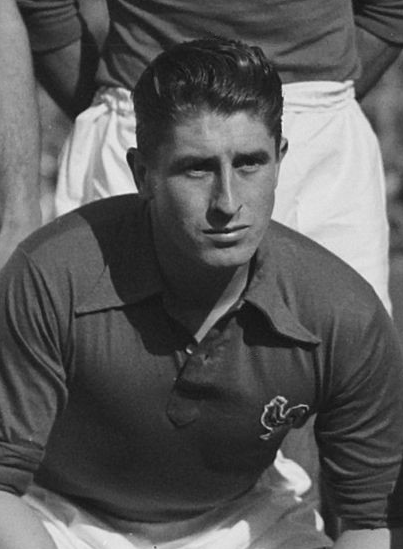
Jean Baratte, ici en 1949, remporte plusieurs championnats et coupes de France avec le LOSC. Il a marqué à 218 reprises pour le club nordiste.

Pour la première saison du nouveau club nordiste, l'effectif réunit des joueurs prometteurs passés par le SC Fives ou par l'Olympique lillois, principalement originaires de la région. Dirigé par l'ancien président du SC Fives Louis Henno, qui amène avec lui l'entraîneur anglais George Berry, le club atteint dès la saison de sa création sa première finale. Après avoir successivement écarté Saint-Quentin, le Stade français, le Stade rennais, Lyon puis Toulouse de la compétition, les Lillois se rendent à Colombes le 6 mai 1945 pour affronter le Racing Club de Paris en finale de la coupe de France 1944-1945. Handicapé par son manque d'expérience, symbolisé par la jeunesse de ses attaquants Vandooren, Lechantre et Baratte, Lille est vite dominé par les locaux et le match devient à sens unique. Les Pingouins remportent logiquement leur quatrième coupe de France, sur le score de trois buts à rien.

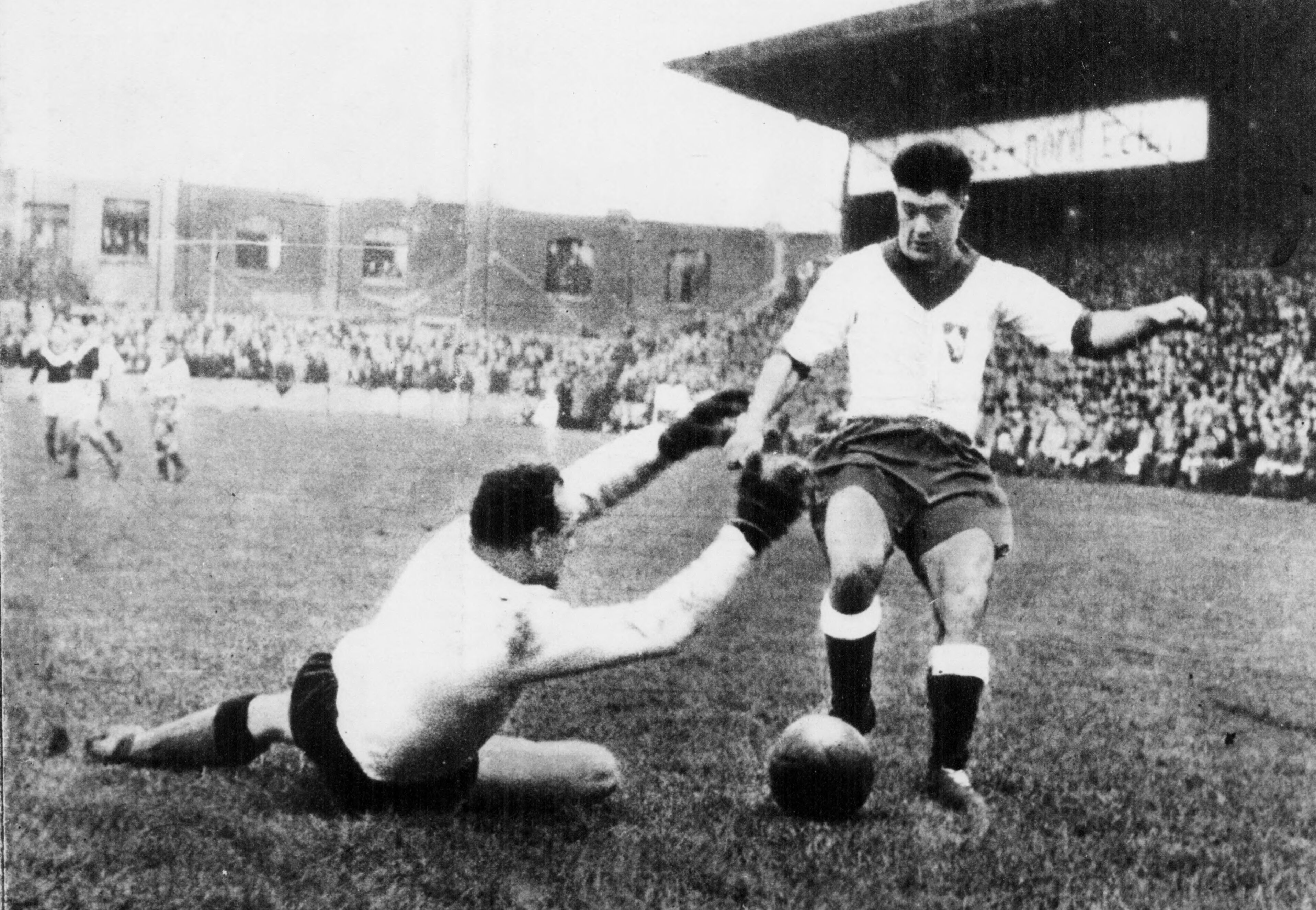
Roger Vandooren lors d'un match contre le Racing Club de Strasbourg en 1946.

La saison suivante, le LOSC, qui accède au statut professionnel, écrit la première ligne de son palmarès et entame sa domination sur le football hexagonal. En 1946, la « machine de guerre », surnom donnée par la presse, réussit le doublé en remportant la coupe de France, en battant en finale le Red Star, et le championnat, devant Saint-Étienne et les rivaux locaux du CO Roubaix-Tourcoing. René Bihel est le meilleur buteur du championnat avec 28 buts inscrits en 26 matchs. Ne supportant plus les ingérences du président, George Berry décide cependant de quitter le club à la fin de la saison, ; il est remplacé par André Cheuva.
Avec cet ancien joueur passé par l'OL et le SCF,, le LOSC termine quatrième du championnat 1946-1947 et conserve son titre en Coupe, cette fois-ci en battant par deux buts à zéro le Racing Club de Strasbourg. En 1948, le club remporte pour la troisième fois de suite la coupe de France en battant le Racing Club de Lens. En première division, l'Olympique de Marseille, qui termine fort avec une série en fin de saison de neuf matchs sans défaite, termine un point devant Lille. La saison 1948-1949 est une saison vierge pour le club, battu lors de sa cinquième finale consécutive en coupe de France par le RC Paris et dauphin du Stade de Reims en championnat. Après deux autres deuxièmes places en championnat en 1950 et 1951, et une finale de coupe Latine perdue en 1951 contre le Milan AC version Gre-No-Li,, Lille doit attendre 1953 et un quatrième titre en coupe de France pour mettre fin à cette période blanche. Le LOSC bat 2-1 le FC Nancy devant près de 60 000 spectateurs. En 1954, le club ajoute un deuxième titre de champion de France à son palmarès, aux dépens de Bordeaux et Reims, ces derniers privant Lille de la coupe Charles Drago. Avec seulement 22 buts encaissés en 34 rencontres, le LOSC acquiert une réputation de « défense de fer ».

### Déclin sportif et financier (1954-1969)
En 1954, le club traverse sa première période difficile. Le début de saison est marqué par l'« affaire Zakariás », du nom du membre du « Onze d'or hongrois » finaliste malheureux de la coupe du monde 1954. Le dénommé József Zakariás, tantôt défenseur tantôt milieu de terrain évoluant au Vörös Lobogó, s'illustre par ses qualités défensives. Alors que le Hongrois est convoité par les grands clubs de l'époque, un ancien légionnaire tchécoslovaque récemment revenu d’Indochine se présente aux dirigeants lillois en se faisant passer pour le footballeur. Pensant avoir mis la main sur une perle du football mondial, le président Henno, sans avoir déjà vu le véritable joueur et oubliant de lui demander ses papiers d'identité, l'embauche et convoque la presse. La tromperie prend fin pendant un match de préparation contre le FC Rouen le 1er août 1954. Les spectateurs venus en nombre voient évoluer le faux Zakariás, largement moins à l'aise sur le terrain que le véritable joueur. Maladroit et blessant un joueur, il est arrêté sur la pelouse par les gendarmes et passe aux aveux. Cet épisode, qui débouche sur une peine d'emprisonnement de deux mois pour le légionnaire, a sérieusement entaché la réputation du club,.
Censé avoir été remplacé par Zakariás, le départ de l'expérimenté Van der Hart affaiblit considérablement la défense nordiste. Treizième défense du championnat, Lille termine seizième de première division. C'est le pire résultat du club lillois depuis sa fondation. Le LOSC doit battre le Stade rennais en matchs de barrage pour arracher son maintien dans l'élite. Malgré son parcours chaotique en première division, le club remporte contre toute attente une cinquième fois en dix ans la coupe de France, en battant les Girondins de Bordeaux à l'issue d'une finale rapidement scellée.
La saison 1955-1956 est celle de la première relégation. Le club subit des conflits internes, l'autorité de Louis Henno est contestée et certains joueurs refusent de disputer des rencontres. Sur le terrain, les Lillois sont trop irréguliers et trop friables en défense et terminent à la seizième place du championnat. Le club bénéficie d'une dernière chance de se maintenir grâce à un match de barrage contre l'US Valenciennes-Anzin, troisième de deuxième division. D'abord défait 1-0 au match aller, Lille arrache un match d'appui en s'imposant 2-1 au retour. Mais ce troisième match tourne à la correction et après une lourde défaite 4-0, le LOSC est relégué en Division 2 pour la première fois de sa jeune histoire.
Cette relégation s'accompagne de conséquences financières aggravantes. Le départ des meilleurs éléments du club est nécessaire pour combler des dettes qui deviennent conséquentes. Le plus gros transfert est celui de l'ailier gauche Jean Vincent en direction du Stade de Reims pour 19 millions de francs, ce qui constitue le record de l'époque. Ne parvenant pas à reconstruire une équipe de premier plan à cause de la situation financière de plus en plus mauvaise, le club commence une série de promotions et relégations. Promu en 1957 en battant le Stade rennais après un match d'appui, Lille se maintient d'abord grâce à une remarquable sixième place. Mais les Lillois connaissent pour la première fois la place de lanterne rouge et terminent au dix-huitième rang la saison qui suit ; ils sont relégués une deuxième fois.
Toujours en proie aux dettes importantes (50 millions de francs), Lille végète alors plusieurs saisons à l'échelon inférieur ; le club voit cependant ses jeunes joueurs glaner la coupe Gambardella en 1960 face à l'Union sportive quevillaise, et participe à l'éphémère Coupe anglo-franco-écossaise, perdant contre Middlesbrough 6-2 en score cumulé. Grâce aux investissements importants du président Jean Denis (70 millions d'anciens francs), le LOSC remporte son premier titre de champion de deuxième division en 1964 et revient parmi l'élite. Le club se maintient pendant trois saisons en terminant respectivement neuvième, dix-huitième (barragiste et sauvant sa place lors de l'ultime journée de ces barrages) puis dixième. Finalement, lors du championnat 1967-1968, Lille avant-dernier du classement est relégué. En deuxième division la saison suivante, le LOSC est treizième. Le club, incapable de payer les salaires de joueurs malgré les efforts du président Barbieux, décide d'abandonner son statut professionnel le 23 juin 1969.

### Retour en Division 2 puis Division 1 (1969-1980)
Le LOSC participe à la Division Nationale 1969-1970, premier niveau amateur. Dans le groupe Nord, le club termine dixième sur quinze. Avec le soutien de la mairie de Lille, le LOSC fait partie des dix-neuf clubs sélectionnés sur dossier par la Fédération française et la Ligue nationale de football pour compléter la nouvelle Division 2 élargie à 48 équipes,.
Avec cette décision de la fédération, le LOSC recrée son équipe professionnelle et part sur de nouvelles bases ; le président Barbieux abandonne une large partie de sa créance envers le club et quitte son poste. De là, le club entame une nouvelle série de promotions et relégations dans les années 1970. Durant cette décennie, les comptes du club sont largement déficitaires. Face à un passif de 700 000 francs, un comité de soutien est créé lors de la saison 1969-1970, dans lequel des personnalités comme Guy Lux et Annie Cordy s'investissent. Le comité organise une série de matchs amicaux au profit du LOSC, face à des clubs prestigieux comme le RSC Anderlecht, le Feyenoord, le Standard de Liège et l'Olympique de Marseille, qui répondent présent,. Cependant, ces recettes de billetterie ne permettent d'améliorer que provisoirement la situation financière du club. Après une subvention de 250 000 francs et un prêt de la mairie de Lille pour un montant de 750 000 francs lors de la saison 1970-1971 afin de soutenir les efforts produits par le comité,, elle intervient en 1973 pour éponger une dette de 6 millions de francs.

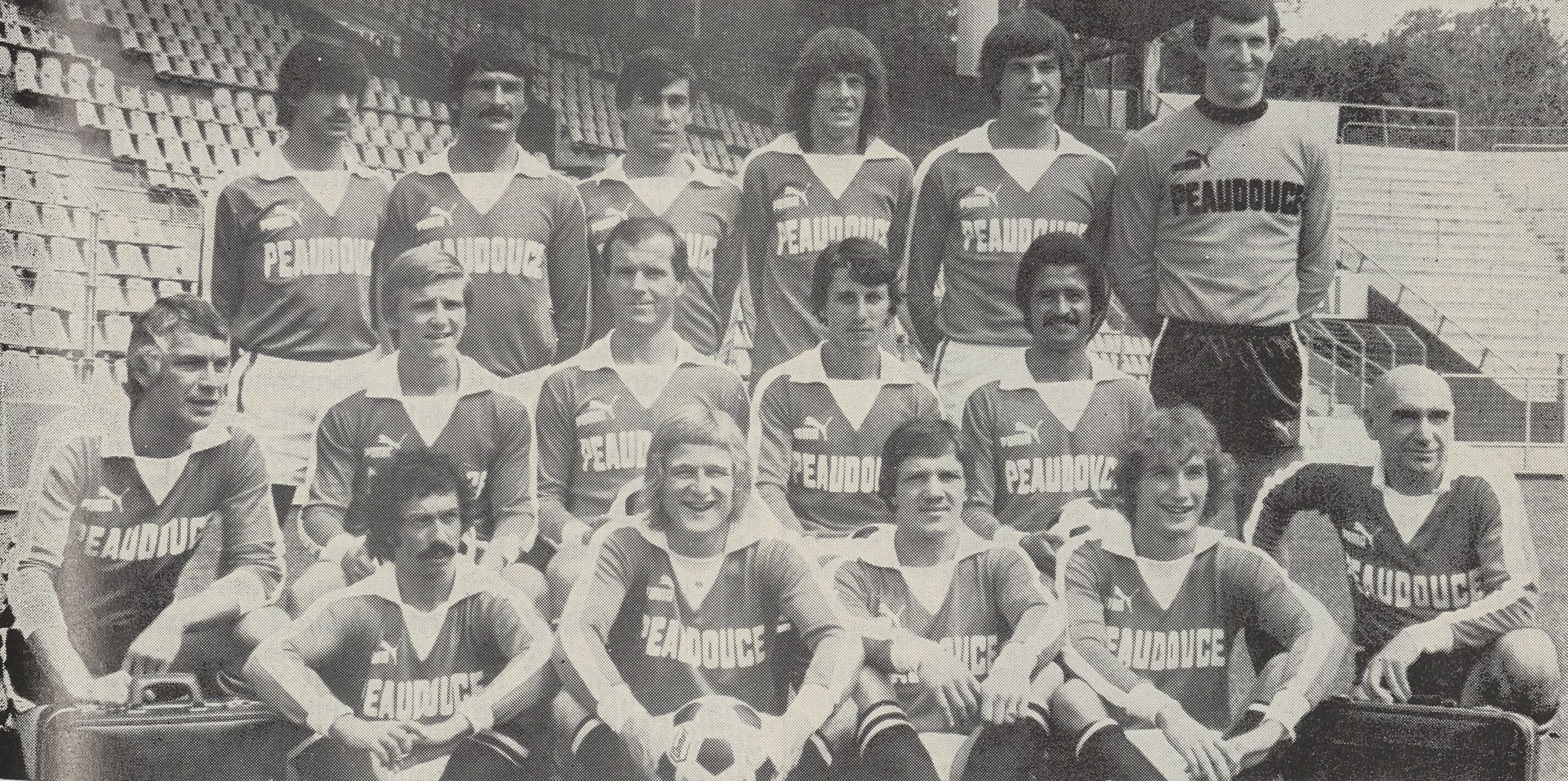
L'équipe de Lille lors de la la saison 1979-1980 du Championnat de France.

Premier de son groupe en Division 2 1970-1971, le club accède à l'élite avant de redescendre dès la saison suivante en finissant premier relégable. À l'échelon inférieur, Lille rate la promotion en 1973 pour un point mais est sacré champion de Division 2 l'année suivante. Après deux treizièmes places en première division lors des saisons 1974-1975 et 1975-1976, le club est une nouvelle fois relégué en 1977. En devenant champion de D2 pour la troisième fois en quinze ans, le LOSC remonte en Division 1 pour la saison 1978-1979. Lors de cette dernière saison, le club frôle les places européennes et termine en étant promu à la sixième place, à quatre points des premiers clubs qualifiés pour la coupe UEFA, en battant notamment à domicile le champion sortant, l'AS Monaco, et l'AS Saint-Étienne, en concurrence avec le FC Nantes et le RC Strasbourg pour le titre.

### Le LOSC dans le giron public (1980-1997)

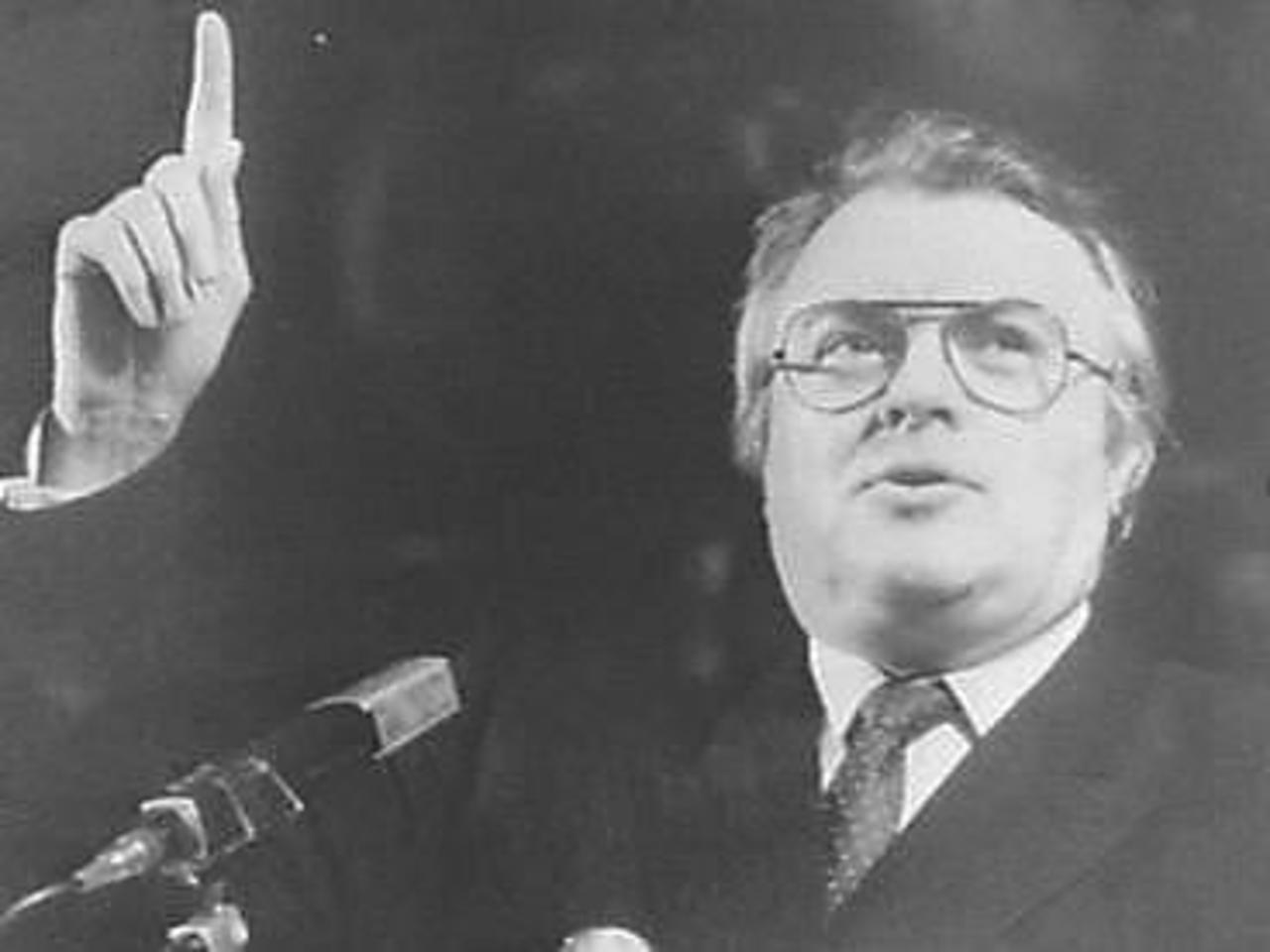
Le maire de Lille Pierre Mauroy transforme le LOSC en SAEMS en 1980.

En 1980, le club devient une société anonyme d'économie mixte sportive (SAEMS), dont la ville de Lille est l'actionnaire majoritaire. Cette nouvelle stabilité financière autorise la stabilisation sportive du club dans l'élite. Le LOSC réalise quelques coups d'éclat dans la décennie, en atteignant le dernier carré de la coupe de France en 1983 et 1985. Le club atteint également les quarts de la compétition deux années de suite, en 1987 et en 1988. Mais Lille reste généralement un abonné à la seconde moitié de tableau luttant pour le maintien et régulièrement enclin à des crises.
En 1991, le club alors entraîné par Jacques Santini termine à la sixième place, à seulement deux points des places européennes ; c'est la seule apparition du club dans la première moitié de tableau dans les années 1990. Les différents entraîneurs ne parviennent pas à rééditer la performance de Santini. Les saisons suivantes, le club oscille entre les 13e et 17e places du classement.
Dans le même temps, la situation financière du club se détériore et la menace d'un dépôt de bilan pour le LOSC est réelle. Bernard Lecomte, nommé par la municipalité, prend la présidence du club en 1994 et sauve l'année suivante celui-ci d'une relégation administrative, en négociant auprès de la DNCG avec le soutien de la ville de Lille ainsi que de la CUDL et du Conseil régional,. Il établit un plan de redressement qui prévoit le remboursement de 70 millions de francs de dettes avant juin 1998. Durant cette période d'austérité où la Ligue nationale de football interdit au club de recruter, le LOSC doit se séparer de ses joueurs vedettes, comme Antoine Sibierski ou Miladin Bečanović, et met l'accent sur le centre de formation.
En 1996, les Lillois évitent la relégation d'un point en s'imposant sur les terrains de l'AJ Auxerre et du Paris Saint-Germain, respectivement champion et vice-champion en fin de saison. Mais le club est relégué en deuxième division au bout de la saison 1996-1997 en terminant à l'avant-dernière place. La Mairie de Lille demande alors à Bernard Lecomte de préparer la privatisation du club avec les repreneurs intéressés.

### Privatisation, promotion et Ligue des Champions (1997-2002)

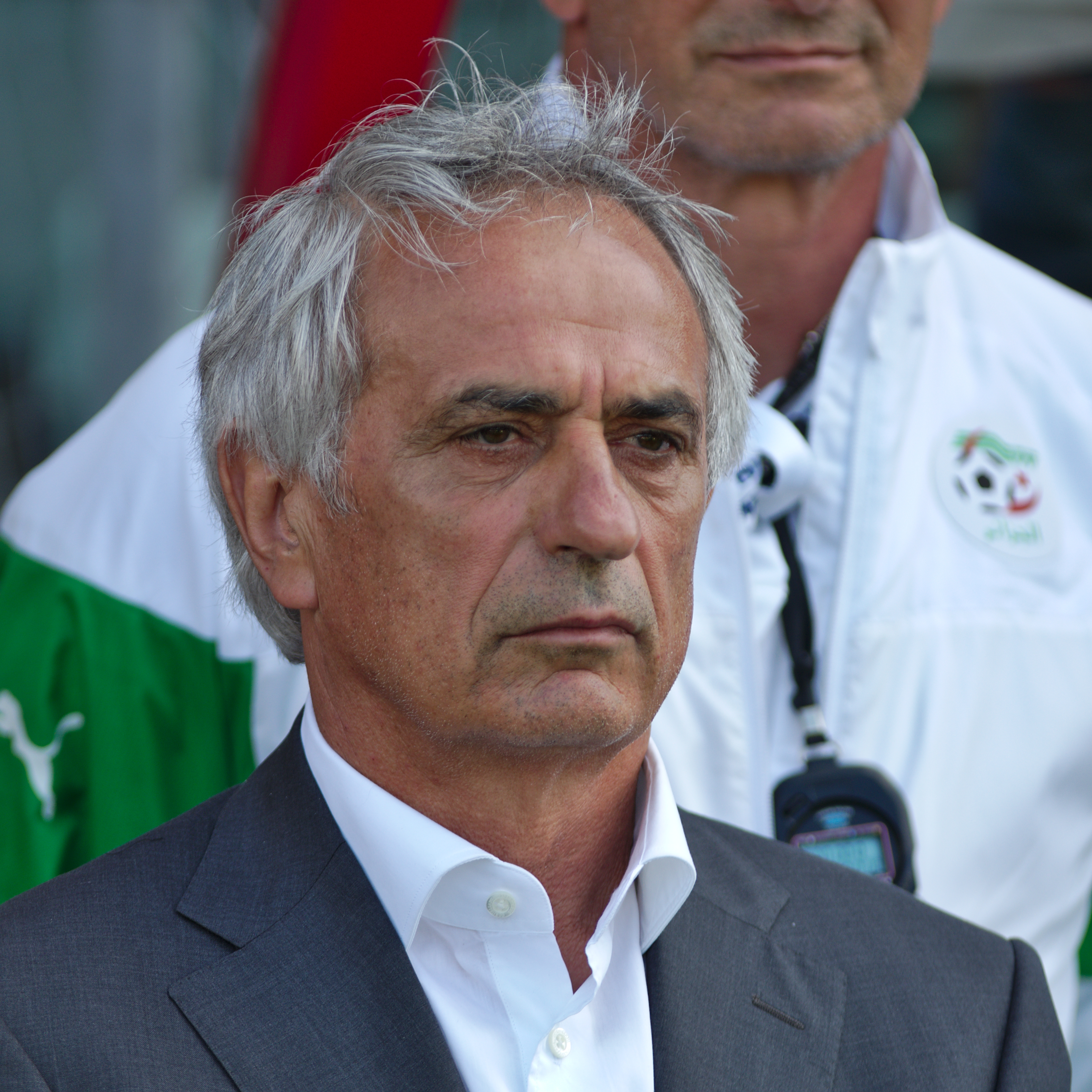
Engagé en 1998, Vahid Halilhodžić a pour objectif le retour dans l'élite. Il atteindra la Ligue des champions trois ans plus tard.

Sur le plan sportif, le LOSC Lille termine deux ans de suite à la butée, quatrième en mai 1998 en terminant à un point de Sochaux puis à la même place la saison suivante à cause d'une différence de buts défavorable par rapport à Troyes malgré l'arrivée de Vahid Halilhodžić au poste d'entraîneur. Mais lors de la saison 1999-2000 de Division 2, le club survole le championnat grâce à une défense de fer et termine champion avec seize points d'avance sur son dauphin.
Entretemps, la SAEMS change de nom pour devenir en 1998 le LOSC Lille Métropole,. Cette décision est motivée par la politique de la communauté urbaine de Lille qui vise à subventionner exclusivement les clubs sportifs ayant dans leur nom la mention Lille Métropole.
À partir de 1999, les procédures pour la privatisation du club s'accélèrent. La mairie, qui souhaite vendre sa participation majoritaire dans le club, voit s'opposer plusieurs repreneurs. D'abord annulée par le préfet du Nord durant l'été 1999, la cession de parts au duo d'investisseurs Luc Dayan et Francis Graille est votée le 13 décembre de la même année,.
Sur le terrain, le LOSC est l'équipe surprise du championnat. Meilleure défense de la Division 1 2000-2001, le promu lillois est en tête du championnat pendant près de deux mois. Finalement, le LOSC termine troisième et arrache sa première qualification européenne de son histoire en se qualifiant pour la Ligue des Champions 2001-2002. Lille intègre cette compétition au troisième tour préliminaire et affronte le club de Parme pour tenter d'accéder à la première phase de groupes. Au match aller en Italie, les Lillois s'imposent deux buts à zéro. Le LOSC s'incline au match retour mais élimine le club italien. Dans le groupe G, Lille termine troisième devant l'Olympiakos. Repêché en coupe UEFA, le LOSC élimine la Fiorentina avant d'être éliminé à cause d'un but marqué à l'extérieur par le Borussia Dortmund.
Francis Graille décide de céder ses parts début 2002. C'est Michel Seydoux qui emporte l'offre de cession ; il devient actionnaire minoritaire du club et prend les fonctions de président du LOSC le 24 avril de la même année. Halilhodžić décide de quitter le club à la fin de la saison et Claude Puel, ancien joueur et ancien entraîneur de l'AS Monaco, est annoncé pour son remplacement. Vahid Halilhodžić termine donc la saison avec le LOSC et l'emmène à la cinquième place du championnat.

### Une place sur la scène française et européenne (2002-2011)
La première saison sous l'ère Puel est mitigée, qui doit gérer les nombreux départs dans l'effectif. Finaliste en coupe Intertoto 2002, le club termine 14e du championnat. La saison suivante est marquée par une nouvelle qualification à la coupe Intertoto, grâce aux refus successifs de plusieurs clubs dont l'Olympique de Marseille. Vainqueur de l'UD Leiria, Lille ajoute à son palmarès pendant l'été 2004 sa première coupe européenne. Le LOSC se qualifie ainsi pour la coupe UEFA 2004-2005 dont il atteint les huitièmes de finale. En championnat, le club termine à la 2e place, qui le qualifie pour la phase de groupes de Ligue des Champions.
Après avoir restauré les équilibres économique et sportif du LOSC, Luc Dayan quitte la présidence du club et décide de céder ses parts début 2004 à Isidore Partouche et à Michel Seydoux qui devient le nouvel actionnaire majoritaire du club. Cherchant à structurer progressivement le club, Seydoux décide de la création d'un centre d'entraînement et de formation.
Pour la Ligue des Champions 2005-2006, le LOSC doit se délocaliser pour pouvoir participer à la compétition. Le LOSC termine troisième de son groupe et est reversé en coupe UEFA. Lille est éliminé par le Séville FC, qui remporte la coupe quelques mois plus tard. En Ligue 1, le club termine troisième et obtient une troisième participation en cinq ans à la Ligue des champions.

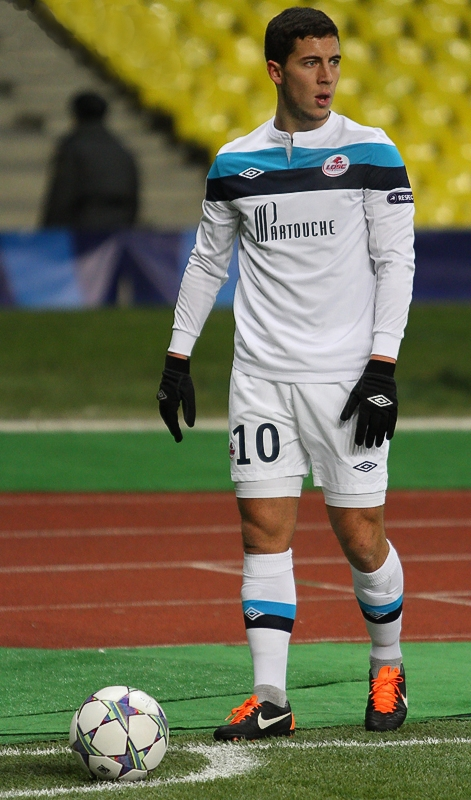
Eden Hazard fait ses débuts au LOSC en 2007 à l'âge de 16 ans.

Cette fois-ci le club franchit le cap des poules, au cours desquelles il sort invaincu contre le Milan AC, futur vainqueur de l'édition 2006-2007 de la compétition, grâce à une victoire 0-2 en terre lombarde. En huitièmes de finale de C1, Lille retrouve Manchester United. L'élimination en partie due à un but litigieux laisse un goût amer et contribue à démobiliser les joueurs. Troisième du championnat début mars, Lille s'effondre en ne prenant que 8 points sur les 33 possibles.
Cette place non européenne entraîne lors de la saison 2007-2008 le départ de joueurs cadres tels Odemwingie, Bodmer ou Kader Keita qui met le club en difficulté. Actif lors du mercato d'hiver, le club remanie l'effectif et l'équipe entame alors sa remontée, toutefois insuffisante pour assurer une place européenne. Cette non-qualification entraîne une nouvelle vague de départs dont celui de l'entraîneur Claude Puel à Lyon. La saison suivante, le LOSC repart avec un effectif remanié et un nouvel entraîneur, Rudi Garcia, ancien joueur lillois et alors entraîneur du Mans. En fin de saison, le club retrouve l'Europe et se qualifie pour la Ligue Europa, la nouvelle formule de la coupe UEFA.
Un nouvel organigramme et un nouveau staff technique font alors leur apparition pour la saison 2009-2010 avec Rudi Garcia toujours à la tête du domaine sportif, malgré un départ annoncé puis annulé du technicien durant l'été. Après un début de saison difficile, le LOSC remonte nettement la pente. Atteignant les huitièmes de finale de la Ligue Europa, le club aligne les victoires en championnat mais finit par chuter à la quatrième place, synonyme de qualification pour la Ligue Europa 2010-2011.

### Deuxième doublé et crise de croissance (2011-2017)

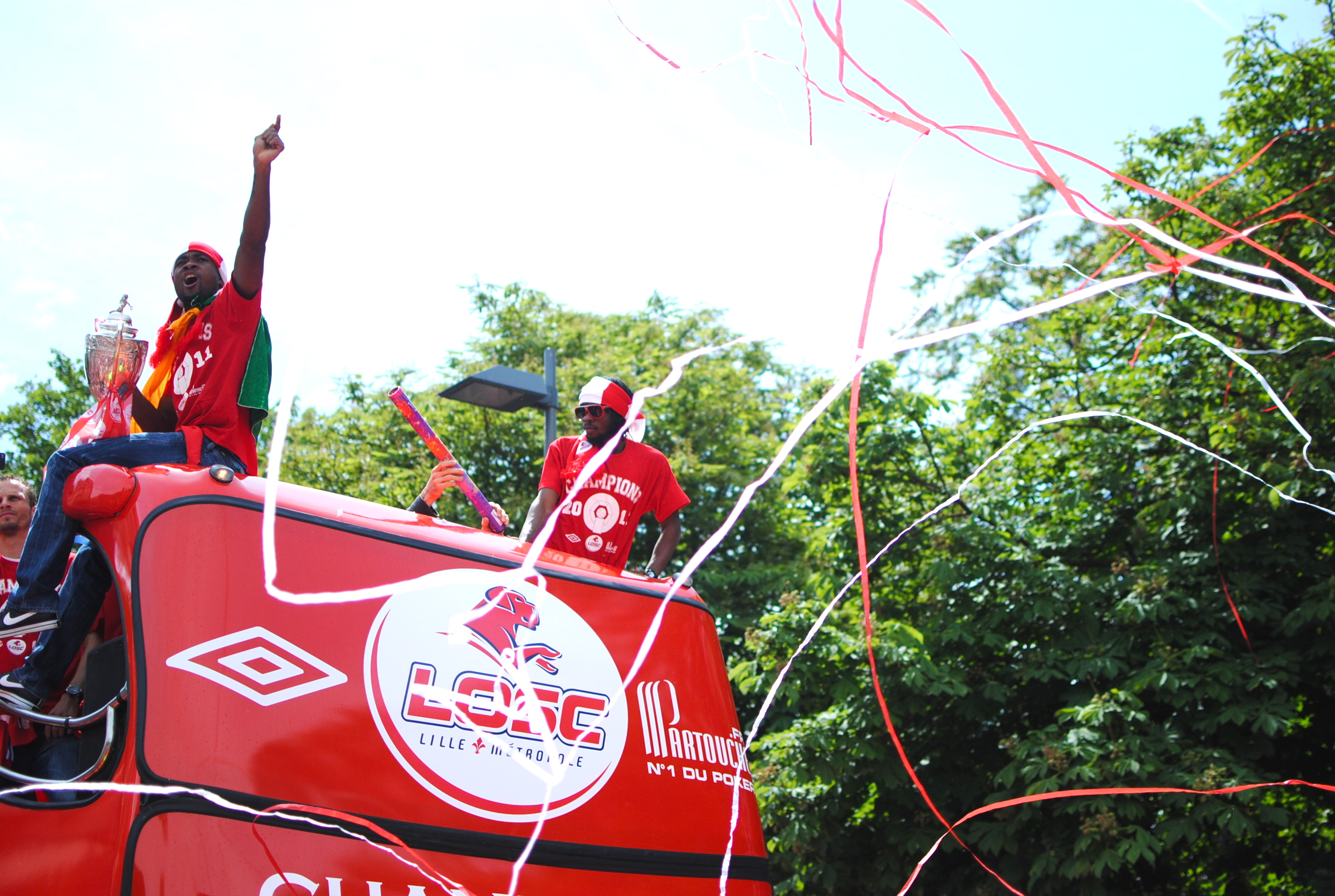
Le 22 mai 2011, lendemain du sacre en Ligue 1, les joueurs ont célébré dans les rues de Lille le doublé réalisé par le club.

La saison 2010-2011 est importante dans l'histoire du club lillois puisque ce dernier réalise le doublé championnat et coupe de France, titres qui lui échappent respectivement depuis 1954 et 1955. Le LOSC termine le championnat à la première place devant le champion sortant, l'Olympique de Marseille, et bat en finale de coupe le Paris Saint-Germain, tenant du titre, au stade de France. Ce doublé est le deuxième de l'histoire des Dogues après celui de la saison 1945-1946 et le seizième de l'histoire du football français,. La saison 2012-2013 est marquée par plusieurs changements dont le plus important est le déménagement du club au Grand Stade Lille Métropole de plus de 50 000 places. Le club change également de nom (de LOSC Lille Métropole à LOSC Lille) et de logo. Avec ce nouveau stade, les précédents résultats sportifs et les transferts des saisons précédentes, la presse parle de « changement de dimension » ou « changement de catégorie » pour le LOSC,,,.
Le LOSC continue de se qualifier régulièrement pour les coupes continentales mais les parcours dans ces compétitions sont en deçà des ambitions du club. Les Lillois terminent à la dernière place de leur poule lors de la Ligue des Champions 2011-2012 et 2012-2013, éliminé à chaque fois de toutes les compétitions européennes dès l'hiver. Le LOSC termine également dernier de son groupe lors de la Ligue Europa 2014-2015, après une élimination en barrage de la Ligue des Champions par le FC Porto en début de saison. Lille est sorti dès le troisième tour préliminaire de la Ligue Europa 2016-2017, battu par le FK Qabala.
Cette période est marquée par les parcours du club en coupe de la Ligue. Alors qu'il n'avait jamais atteint les demi-finales en 18 participations, le LOSC atteint ce stade de la compétition lors de saisons 2012-2013 et 2014-2015 et se qualifie pour sa première finale lors de la saison 2015-2016, perdue contre le Paris Saint-Germain.
En championnat, deux qualifications européennes manquées et une seizième place ont respectivement raison de Rudi Garcia, René Girard et Hervé Renard. Renard est remplacé en novembre 2015 par Frédéric Antonetti. Après un début de saison 2016-2017 loin des ambitions initiales (une élimination précoce en Ligue Europa et une dix-neuvième place en championnat), le club met fin au contrat de Frédéric Antonetti et le remplace par son adjoint Patrick Collot.

### L'ère Lopez (2017-2020)
Après 15 ans en tant que président du LOSC, Michel Seydoux entre en négociations exclusives avec l'homme d'affaires Gérard Lopez en octobre 2016 avant de signer un protocole d'accord en décembre de la même année. La cession est finalement officialisée le 26 janvier 2017, Gérard Lopez devient le nouveau président et le nouvel actionnaire majoritaire du club. Lors du dernier jour du mercato d'hiver, la nouvelle direction officialise l'arrivée de sept recrues. Après trois défaites consécutives en championnat, l'entraîneur Patrick Collot est remplacé par Franck Passi jusqu'à la fin de la saison. Le 17 février, le club annonce avoir trouvé un accord avec Marcelo Bielsa pour une collaboration de deux ans qui débutera le 1er juillet. Passi remplit l'objectif fixé par la nouvelle direction, le maintien en Ligue 1 étant acquis après un succès contre le Montpellier HSC lors de la 35e journée.
Marc Ingla, le directeur général du club, définit le projet LOSC Unlimited par un football spectaculaire avec des jeunes talents détectés par Luis Campos puis encadrés par Marcelo Bielsa. L'objectif annoncé est de terminer dans les cinq premiers du championnat à la fin de la première saison puis d'atteindre le podium les années suivantes. Le premier mercato d'été sous la présidence de Lopez est mouvementé avec l'arrivée de nombreux jeunes joueurs dont le transfert de Thiago Maia qui est à l'époque le plus cher l'histoire du club. Ce renouvellement profond de l'effectif pousse des joueurs clés vers la sortie comme le capitaine Rio Mavuba, Marko Baša, Vincent Enyeama ou le buteur Nicolas de Préville.

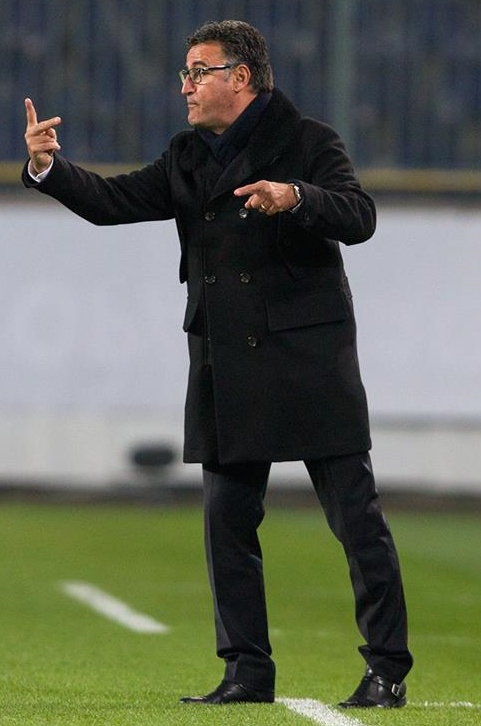
Arrivé dans un club en position de relégable, Christophe Galtier qualifie le LOSC en Ligue des champions la saison suivante puis offre le titre de champion en 2021.

La saison 2017-2018 est compliquée sur le plan sportif. Le club écarte Marcelo Bielsa alors que le LOSC pointe à l'avant-dernière place du championnat,. Pour le remplacer, une cellule technique est mise en place jusqu'à l'arrivée de Christophe Galtier fin décembre,. Cette saison est également marquée par plusieurs événements extra-sportifs : une barrière effondrée lors de la rencontre à Amiens, une interdiction de recrutement et une relégation à titre conservatoire prononcées par la DNCG ainsi qu'un envahissement de terrain au coup de sifflet final contre Montpellier. Finalement, le club obtient son maintien sportivement dans l'élite lors de l'avant-dernière journée de championnat. La DNCG lève l'interdiction de recrutement mais surveille la masse salariale et les transferts du club.
La saison 2018-2019, fonctionne bien mieux. Porté par le trio Bamba-Ikoné-Pépé, surnommé la BIP-BIP, et par l'expérimenté José Fonte qui apporte de la stabilité à la défense lilloise, le LOSC termine à la deuxième place du championnat et retrouve la Ligue des champions, sept ans après sa dernière participation. Le LOSC s'offre même le luxe de battre le champion Paris Saint-Germain 5 à 1 au Stade Pierre Mauroy à la 32e journée. Lors des Trophées UNFP, Galtier est élu meilleur entraîneur de la saison, Mike Maignan reçoit le trophée de meilleur gardien et Loïc Rémy reçoit le trophée du plus beau but de la Ligue 1.
Le projet du LOSC semble alors enfin stabilisé et la direction du club, désormais très soudée (Lopez-Ingla-Campos-Galtier), annonce une enveloppe d'environ 60 millions d'euros pour se renforcer durant le mercato. Lors de l'été 2019, les Dogues réalisent trois de leurs quatre transferts les plus chers de leur histoire avec en tête d'affiche le Golden Boy 2016, Renato Sanches, en provenance du Bayern Munich, l'international turc Yusuf Yazıcı et Victor Osimhen, tout en conservant des éléments importants malgré le départ de Nicolas Pépé vers Arsenal pour 80 millions d'euros. Lors du mercato estival 2020, Lille réalise son plus gros transfert en accueillant le jeune canadien Jonathan David du club belge de La Gantoise pour une somme de 27 millions d’euros hors bonus.
Si le début de la saison 2020-2021 est plus que satisfaisant avec une place de leader à la 15e journée de championnat et une qualification pour les 16e de finale de la Ligue Europa, des tensions apparaissent en coulisses entre Ingla et Campos à l'automne conduisant au départ du recruteur portugais puis à la démission du dirigeant espagnol.

### Arrivée de Merlyn Partners et quatrième sacre (2020-)
En décembre 2020, c'est au tour de Gérard Lopez de quitter le LOSC. En raison d'une dette élevée vis-à-vis d'Elliott Management (plus de 120 millions d'euros), il est contraint de céder le club lillois à la société Callisto Sporting SARL, filiale du fonds d'investissement luxembourgeois Merlyn Partners. Olivier Létang devient le nouveau président du club. Christophe Galtier reste néanmoins entraîneur.
Malgré le changement de direction, les résultats continuent d'être au rendez-vous. Le club est leader du championnat de la 22e à la 29e journée du championnat et ne perd sa place que le temps d'une journée avant de reprendre la tête à la suite d'une victoire sur la pelouse du champion en titre, le Paris Saint-Germain (0-1). Portés par leur attaquant Burak Yılmaz, les Dogues renversent Lyon (2-3) et remportent le derby face à Lens (0-3). Finalement, le LOSC est sacré champion de France pour la quatrième fois de son histoire lors de la dernière journée grâce à une victoire à Angers (1-2). Deux jours après le titre, Christophe Galtier annonce son départ du club. Il sera transféré à l'OGC Nice durant l'été pour une somme d'environ 4 millions d'euros.
Pour pallier ce départ, Olivier Létang choisit Jocelyn Gourvennec comme nouvel entraîneur, le 5 juillet 2021. Ce choix surprend et déçoit certains supporters, le technicien breton restait sur deux années d'inactivité après une relégation connue en 2019 avec Guingamp.
Le 1er août 2021, le LOSC remporte le premier Trophée des champions de son histoire en battant le Paris Saint-Germain (1-0) au stade Bloomfield de Tel Aviv, en Israël.
Le 8 décembre 2021, pour le compte de la dernière journée de la phase de groupes de la Ligue des champions, Lille bat le VfL Wolfsburg en Allemagne installant donc les Dogues définitivement à la première place de leur groupe et les envoyant en huitièmes de finale de la compétition pour la seconde fois de leur histoire. Dixième au classement final, Gourvennec est démis de ses fonctions le 16 juin 2022, il est remplacé le 29 juin 2022 par Paulo Fonseca. Faute de qualification en Coupe d’Europe, le club doit se séparer de plusieurs de ses cadres et acteurs majeurs du titre de 2021. Malgré une cinglante défaite lors de la troisième journée face au PSG (7-1), l’équipe lilloise est à la lutte toute la saison pour intégrer les places européennes. Le 3 juin 2022, à l’issue d’un match nul face à Troyes, déjà relégué, le LOSC, cinquième au classement final, se qualifie pour les barrages de l’UEFA Conférence League, une première dans son histoire. Il s'agit, au XXIe siècle, de la quatorzième présence du club dans le top 5 de Ligue 1. Le club nordiste atteint les quarts de finale de cette compétition, éliminé aux tirs au but par Aston Villa, alors que les Dogues étaient qualifiés jusqu'à la 87e minute.
En 2024, le club nordiste termine 4ème de Ligue 1 mais profite de la place supplémentaire attribuée aux clubs français pour disputer le 3ème tour de Ligue des Champions. Après avoir battu in-extremis Fenerbahce en prolongation (2-1, 1-1), Lille s'impose en barrages contre le Sparta Prague. Porté par le grand Jonathan David, le club réalise des exploits en phase de la Ligue, en battant coup sur coup le Real Madrid (1-0) et l'Atlético (3-1). Ces résultats lui permettent d'accéder directement aux huitièmes de finale de la Ligue des Champions, où les Dogues affrontent Dortmund.

## Résultats sportifs

### Palmarès
Le palmarès du LOSC compte quatre titres de champion de France, six coupes de France et un trophée des champions. Lille réalise son premier doublé championnat de France - coupe de France lors de la saison 1945-1946, deuxième saison d'existence du club, et rate à plusieurs reprises d'autres doublés durant la décennie d'après-guerre, tantôt dauphin en championnat tantôt finaliste en coupe. À la suite de ces dix années de succès, le palmarès de l'équipe professionnelle ne s'est plus résumé qu'à des titres de champion de deuxième division et une victoire en coupe Intertoto lors de l'été 2004 jusqu'à son deuxième doublé coupe de France et championnat de France en 2011. Le LOSC connaît dix nouvelles années sans trophée, malgré une finale de Coupe de la Ligue en 2016 et une deuxième place en championnat en 2019.
Le club renoue avec le succès en remportant le championnat en 2021 et le trophée des champions la même année.
Par ailleurs, le club a remporté plusieurs tournois saisonniers dont le tournoi international de la communauté urbaine de Lille à quatre reprises (1980, 1981, 1983 et 1987), le tournoi international de Martigues en 1988, l'édition 1992 du challenge Émile-Olivier en s'imposant contre le RC Lens, le trophée de la ville de Valladolid en 2007 contre le Real Valladolid, le trophée Boudewijn-Braem en 2010 arraché aux tirs au but contre le KV Courtrai ainsi que l'Algarve Cup remporté en 2018. Par ailleurs, le club lillois termine premier de son groupe lors de la Coupe Intertoto 1967, compétition non organisée à l'époque par l'UEFA.
| Compétitions nationales | Compétitions internationales |
| --- | --- |
| Compétitions actuelles - Championnat de France (4), - Champion : 1946, 1954, 2011 et 2021 - Vice-champion : 1948, 1949, 1950, 1951, 2005 et 2019 - 3e : 1952, 2001, 2006, 2012 et 2014 - Coupe de France (6) - Vainqueur : 1946, 1947, 1948, 1953, 1955 et 2011 - Finaliste : 1945 et 1949 - Trophée des champions (1) - Vainqueur : 2021 - Finaliste : 1955 et 2011 - Championnat de France D2 (4) - Champion : 1964, 1974, 1978 et 2000 - 3e : 1957, 1971 - Vainqueur de groupe : 1971 Compétitions disparues - Coupe de la Ligue - Finaliste : 2016 - Coupe Charles Drago - Finaliste : 1954 et 1956 | Compétitions actuelles - Ligue des Champions - Meilleure performance : huitième de finaliste en 2007, 2022 et 2025 - Coupe UEFA / Ligue Europa - Meilleure performance : huitième de finaliste en 2002, 2005, 2006 et 2010 - Ligue Europa Conférence - Meilleure performance : quart de finaliste en 2024 Compétitions disparues - Coupe Intertoto (1) - Vainqueur : 2004 - Finaliste : 2002 - Coupe Latine - Finaliste : 1951 |

### Bilan sportif
À l'issue de la saison 2024-2025, le LOSC totalise 65 participations au championnat de France de première division, connu depuis 2002 sous le nom de Ligue 1, et 14 participations au championnat de deuxième division nationale. Ainsi, le club lillois se place au 6e rang au classement général de première division, depuis sa création en 1932-1933.
| Championnat           | Saisons | Titres    | J    | G   | N   | P   | Bp   | Bc   | Diff |
| --------------------- | ------- | --------- | ---- | --- | --- | --- | ---- | ---- | ---- |
| Division 1 / Ligue 1  | 65      | 4         | 2396 | 931 | 656 | 809 | 3369 | 2975 | +394 |
| Division 2 / Ligue 2  | 14      | 4         | 508  | 256 | 129 | 123 | 879  | 555  | +324 |
| Division Nationale    | 1       | 0         | 28   | 9   | 6   | 13  | 40   | 47   | -7   |
| Championnat de guerre | 1       | 0         | 22   | 14  | 0   | 8   | 69   | 37   | +32  |
| Coupe de France       | 81      | 6         | 292  | 180 | 38  | 75  | 578  | 291  | +287 |
| Coupe de la Ligue     | 26      | Finaliste | 48   | 17  | 11  | 20  | 64   | 56   | +8   |
| Trophée des champions | 3       | 1         | 3    | 1   | 0   | 2   | 6    | 12   | -6   |

Sur le plan européen, le LOSC Lille apparaît en mai 2025 à la 31e place du classement du coefficient UEFA. Calculé d'après les performances des clubs dans les compétitions européennes lors des cinq dernières saisons, ce dernier est utilisé lors des tirages au sort des compétitions organisées par l'union des associations européennes de football. L'International Federation of Football History & Statistics établit par ailleurs un classement des meilleurs clubs mondiaux basé sur une étude statistique des résultats enregistrés. Le LOSC apparaît à la 49e position, et cinquième club français, pour la décennie 2001-2010. Dans un classement établi par la Rec.Sport.Soccer Statistics Foundation selon les rencontres européennes de clubs depuis 1955, le LOSC est à la 132e place et le neuvième club français du tableau à l'issue de la saison 2017-2018.
| Coupe                     | Saisons | Meilleure performance | J  | G  | N  | P  | Bp | Bc | Diff |
| ------------------------- | ------- | --------------------- | -- | -- | -- | -- | -- | -- | ---- |
| Ligue des Champions       | 9       | Huitième de finale    | 70 | 21 | 19 | 30 | 74 | 80 | -6   |
| Coupe UEFA / Ligue Europa | 8       | Huitième de finale    | 58 | 24 | 19 | 15 | 81 | 62 | +19  |
| Ligue Europa Conférence   | 1       | Quart de finale       | 12 | 7  | 4  | 1  | 20 | 8  | +12  |
| Coupe Intertoto           | 2       | Vainqueur (1)         | 12 | 7  | 4  | 1  | 17 | 7  | +10  |
| Coupe Latine              | 1       | Finaliste             | 3  | 1  | 1  | 1  | 7  | 10 | -3   |

### Records
La plus large victoire du LOSC en championnat date du 8 décembre 1957 : pour la 16e journée de première division, Lille écrase à domicile l'AS Béziers 10-1. À l'extérieur, le record de la plus large victoire est établi sur le terrain du RC Strasbourg le 26 septembre 1948 : le club lillois bat le club alsacien 0-6. Le record de la plus lourde défaite à domicile est établi contre le Paris Saint-Germain : le club parisien terrasse le LOSC 1-7 le 21 août 2022. Hors de ses bases, le record de la plus large défaite date du 14 mai 1970 : en Division Nationale, le LOSC craque dans le derby contre le RC Lens et s'incline 7-0. En championnat professionnel, le record de la plus lourde défaite en déplacement date du 18 septembre 1955, l'OGC Nice s'imposant alors 7-1.
Toujours en championnat, la plus longue série de victoires est de onze rencontres, effectuée lors de la fin de la saison 1948-1949 (4 matchs) et au début de la saison 1949-1950 (7 matchs). Quant au record de la série la plus longue de matchs de championnat sans défaite, il est réalisé en deuxième division : vaincus par le FC Rouen lors de la neuvième journée, les Lillois entament une série de 25 rencontres sans défaite (21 victoires et 4 matchs nuls), restant invaincu jusqu'au terme du championnat 1973-1974 que le club remporte. Cette série ne continue pas la saison suivante puisque le LOSC promu s'incline lors de la première journée du championnat 1974-1975 contre le SEC Bastia. En première division, le LOSC porte sa série d'invincibilité à 17 rencontres lors de la saison 2011-2012.

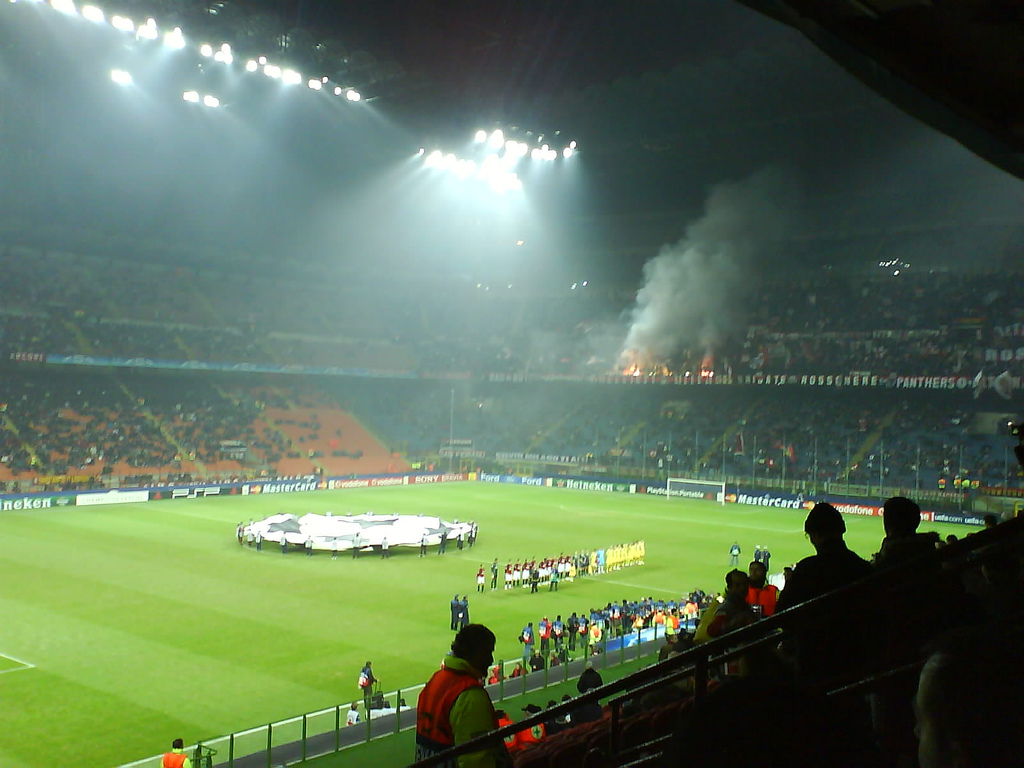
Présentation des équipes lors du match AC Milan - LOSC Lille qui se solde sur la victoire 0-2 des Lillois.

En coupe de France, le LOSC détient le record du plus grand nombre de finales consécutives (à égalité avec le Paris Saint Germain) : les Lillois participent aux cinq finales disputées entre 1945 et 1949. Parmi ces finales, le club remporte les éditions 1946, 1947 et 1948. Dans cette coupe, le LOSC bat le Golden Lion 12 buts à 0 à l'occasion des 32es de finale de l'édition 2023-2024, ce qui est la plus large victoire du club toutes compétitions confondues. La plus large défaite est enregistrée en match à rejouer d'un quart de finale de la coupe de France 1956-1957. Les Niçois qui avaient déjà maltraité le LOSC en championnat battent une nouvelle fois Lille sur le même score (7-1). Enfin, lors du Trophée des champions 2011, le LOSC s'incline 4-5 comme l'Olympique de Marseille dans l'édition du trophée la plus prolifique en buts.
En dehors de ces compétitions officielles, Lille s'est incliné lourdement à Sedan. La défaite 9-1 en seizièmes de finale de la coupe d'été 1992 s'est déroulée dans des conditions particulières ; en réaction à l'éviction de Jacques Santini par le président Paul Besson, les joueurs décidèrent de jouer à des postes inhabituels pour ce match,. Lors du match précédent, une défaite 5-3 à Saint-Quentin, les Lillois avaient déjà joué à des postes inhabituels.
Sur le plan européen, le LOSC est à ce jour le seul club français à s'être imposé contre l'AC Milan au stade San Siro. Cette victoire 0-2 en Italie permet au club nordiste de se qualifier pour la première fois de son histoire en huitièmes de finale de la Ligue des Champions. Dans les compétitions de l'UEFA, Lille a enregistré sa plus large victoire lors de la Ligue Europa 2009-2010, le LOSC s'étant imposé en République tchèque contre le Slavia Prague 1-5 après avoir été mené au score à la mi-temps. La plus large défaite en coupe d'Europe est infligée par le Bayern Munich durant la Ligue des Champions 2012-2013. En déplacement, les Dogues s'inclinent six buts à un (5-0 à la mi-temps) contre le futur vainqueur de la compétition. Cette défaite est la plus lourde d'un club français en C1, record partagé avec la rencontre FC Barcelone – Paris Saint-Germain de mars 2017.
Pierre-Alain Frau a inscrit lors du match retour de seizièmes de finale de la Ligue Europa 2010-2011 le centième but lillois en compétitions de l'UEFA, en ouvrant le score contre le PSV Eindhoven. Le centième match européen du LOSC est un déplacement des Dogues sur le terrain d'Everton lors de la Ligue Europa 2014-2015. Cette rencontre se solde sur une défaite lilloise 3-0.

## Image et identité

### Couleurs et maillots
Né de la fusion de l'Olympique lillois et du SC Fives, le LOSC Lille a logiquement repris les principaux éléments des équipements de ces deux clubs. Les premiers maillots portés à domicile étaient majoritairement blancs avec un scapulaire rouge, reprenant ainsi les couleurs de l'OL et le scapulaire du SC Fives. Le bleu de Fives se retrouve sur les shorts et les bas portés par les joueurs. Le maillot reste sensiblement identique dans les décennies qui suivent, à la différence du scapulaire qui disparaît au profit du sponsor. Depuis 1999 et la fourniture par l'équipementier Nike, le LOSC a inversé la couleur principale de ses maillots. Le club joue désormais avec un maillot à dominante rouge à domicile et à dominante blanche à l'extérieur. Pour la saison 2016-2017, le LOSC revient à la tenue blanche traditionnelle à domicile pour célébrer les 70 ans du premier doublé championnat-coupe de France.
Un troisième maillot est utilisé généralement pour les matchs de coupe d'Europe mais aussi dans le cas où les maillots habituellement portés à domicile et à l'extérieur seraient trop ressemblants à ceux de l'adversaire. D'abord bleu au début des années 2000, le troisième maillot s'inspire par la suite du blason des Flandres : le jaune, couleur majoritairement utilisée pour la Ligue des Champions 2006-2007, et le noir, pour les Ligues Europa 2009-2010 et 2010-2011. Malgré la présence du troisième maillot lors de la saison 2011-2012, les Dogues privilégient le maillot extérieur (à dominante blanche) lors des rencontres à l'extérieur de la Ligue des Champions. Lors de la saison 2014-2015, le maillot extérieur et le troisième sont échangés. La tenue extérieure est jaune avec col et bandes noires au niveau des manches tandis que le troisième maillot est blanc.

### Logos
Si les maillots des joueurs arborent directement le blason de la ville de Lille lors de la création du LOSC en 1944, le premier logo du club fait son apparition en 1946. Ce dernier reprend les armes de Lille qui se blasonnent de gueules à la fleur de lys florencée d'argent. Le blason de Lille date de 1199 et la fleur de lys y figure pour rappeler l'iris des marais qui poussait dans les marais entourant à l'époque la ville. Les armes de Lille étant à dominante rouge comme le logo de l'Olympique lillois (OL), le bleu fait rapidement son apparition en hommage au Sporting Club fivois (SCF). Ce blason évolue légèrement, il sera par la suite surmonté du sigle du club ou du nom complet du club de l'époque, Lille Olympique Sporting Club.
|                                         |                          |                          |                          |                          |
| Blason de la ville de Lille (1944-1946) | Logo du club (1946-1955) | Logo du club (1955-1974) | Logo du club (1974-1981) | Logo du club (1981-1989) |

Le club adopte un nouveau logo où figure un dogue en référence au surnom affublé à l'équipe. L'origine du dogue reste floue mais selon certaines sources, le choix du dogue, apparu dans les années 1920, pourrait provenir d'un commentaire d'un journaliste qui soulignerait la hargne et l’engagement des joueurs sous le maillot lillois lors d'une rencontre,. Selon Damien Boone, co-auteur du livre Lille, capitale du football français, le surnom a pour origine une peluche représentant un dogue aux couleurs du club qui aurait été considéré comme un porte-bonheur après une victoire dans une rencontre de Coupe de France.
Ce logo évolue une nouvelle fois, avec une fleur de lys d'où sort un dogue et l'apparition au début à la fin des années 1980 de la mention Lille Métropole. Cette mention est symbole de l'ambition des dirigeants de « construire un club très enraciné dans sa métropole » et de « confirmer le LOSC dans son rôle de leader de communication de Lille Métropole », comme l'évoque le président Devaux en 1993. Le club n'est plus celui de la ville mais celui de la métropole, dans laquelle le LOSC va installer plusieurs infrastructures avec le soutien de la communauté urbaine de Lille. Légèrement modifié en 1997, il reste en usage jusqu'en 2002. À partir de cette date, le club opte pour un logo plus marketé mettant en avant l'acronyme LOSC surmontées d'un dogue. La fleur de lys, de laquelle sortait le dogue, est toujours présente sur le logo mais de façon marginale.
|                          |                          |                          |                          |                            |                             |
| Logo du club (1989-1997) | Logo du club (1997-2002) | Logo du club (2002-2012) | Logo du club (2012-2018) | Logo du club (depuis 2018) | Logo des 80 ans (2024-2025) |

En 2012, la fleur de lys obtient une meilleure place sur le logo, à côté du dogue, dans le but de « valoriser ses racines ». Le décalage dans l’axe du logo divise le dogue, dont sa partie gauche laisse apparaître les contours d’une flamme, celle de la « passion qui anime joueurs et supporters ». Le rouge, le blanc et le bleu, les trois couleurs de l'OL et du SCF sont toujours présentes. La mention de « Lille Métropole » est modifiée, seul le nom de la commune subsistant.
Le club change de nouveau son blason en 2018. Sa forme pentagonale évoque la citadelle de Lille, le dogue et la fleur de lys sont également présents. Cette nouvelle identité visuelle a été réalisée par l'agence de design Dragon Rouge.

## Personnalités du club

### Propriétaires
Le tableau ci-dessous énumère les différents actionnaires majoritaires qui se sont succédé à la tête du LOSC,.
| Période              | Actionnaire majoritaire                                                                                                |
| -------------------- | --- |
| 1944—1980            | Le LOSC est une association loi de 1901                                                                                |
| 1980—2000            | Ville de Lille Le LOSC devient une SAEMS                                                                               |
| 2000—2004            | Luc Dayan et Francis Graille Le LOSC devient une SAOS puis une SASP                                                    |
| 2004—janv. 2017      | Michel Seydoux |
| janv. 2017—déc. 2020 | Gérard Lopez (via un LBO, avec l'appui de plusieurs fonds étrangers dont Elliott Management qui deviendra majoritaire) |
| déc. 2020—           | Merlyn Partners |

### Présidents
Le premier président du club est l'ancien Fivois Louis Henno. Connu pour son autorité et sa très forte emprise sur les entraîneurs, il est surnommé à ce titre Louis XIX,. Son mandat de 15 ans recouvre la période d'apogée du club. Après la démission de ce dernier en 1959, le LOSC voit les présidents se succéder à un rythme soutenu, faisant écho aux difficultés sportives et financières que le club traverse.
La stabilité est retrouvée dans les années 1980, quand le club prend la forme d'une société anonyme d'économie mixte sportive (SAEMS). Jacques Dewailly est le premier président nommé par la Mairie de Lille. Il restera à la tête du club pendant une décennie.
Après une nouvelle série de présidences courtes (dont le mandat d'un mois de Claude Guedj, le plus court mandat d'un président en première division), la municipalité lilloise fera confiance à Bernard Lecomte. Alors délégué général de la compagnie générale des eaux du Nord, il évite la relégation administrative du club par la Direction nationale du contrôle de gestion (DNCG) et établit un plan de redressement.
Médecin de formation, c'est avec le LOSC que Luc Dayan s'est lancé dans la restructuration des clubs en difficulté. Avec l'homme de médias Francis Graille, ancien responsable régional du groupe NRJ, il va remettre sur pied le club nordiste en le privatisant et en investissant davantage. Cette stratégie s'avère bénéfique puisque le LOSC va passer en deux ans de la deuxième division à la Ligue des Champions.
En 2002, Francis Graille cède sa place à Michel Seydoux, producteur de cinéma. D'abord actionnaire minoritaire de la holding de Luc Dayan, il rachète successivement les parts de Graille et de Dayan de la holding SOCLE pour devenir majoritaire en 2004. Pendant la présidence de Seydoux, le LOSC se qualifie de façon régulière aux coupes d'Europe et réalise le doublé Championnat – Coupe de France en 2011. Le club se dote également du stade Pierre-Mauroy ainsi que du domaine de Luchin.
Après quinze ans à la tête du club, Michel Seydoux vend le club à Gérard Lopez. L'homme d'affaires hispano-luxembourgeois réalise en réalité un rachat d'entreprise par endettement (en anglais, leveraged buy-out ou LBO), ceci conduira à la vente express et surprise du LOSC entre Elliott Management (fonds américain devenu majoritaire) et Merlyn Partners en décembre 2020. Gérard Lopez fait alors les frais de cette vente, et laisse son fauteuil de président à l'expérimenté Olivier Létang.
Létang devient alors le quatrième président du club lillois ayant déjà évolué au plus haut niveau en tant que joueur (après Louis Henno, Max Pomerolle ou Roger Deschodt).

### Directeurs sportifs
Le tableau ci-dessous dresse la liste des différents directeurs sportifs qui se sont succédé au LOSC,,,.
| Période                      | Nom             |
| ---------------------------- | --------------- |
| juillet 1996 - juin 2002     | Pierre Dréossi  |
| juillet 2009 - juin 2015     | Frédéric Paquet |
| juillet 2015 - juin 2017     | François Vitali |
| juillet 2017 - décembre 2020 | Luis Campos     |

### Entraîneurs

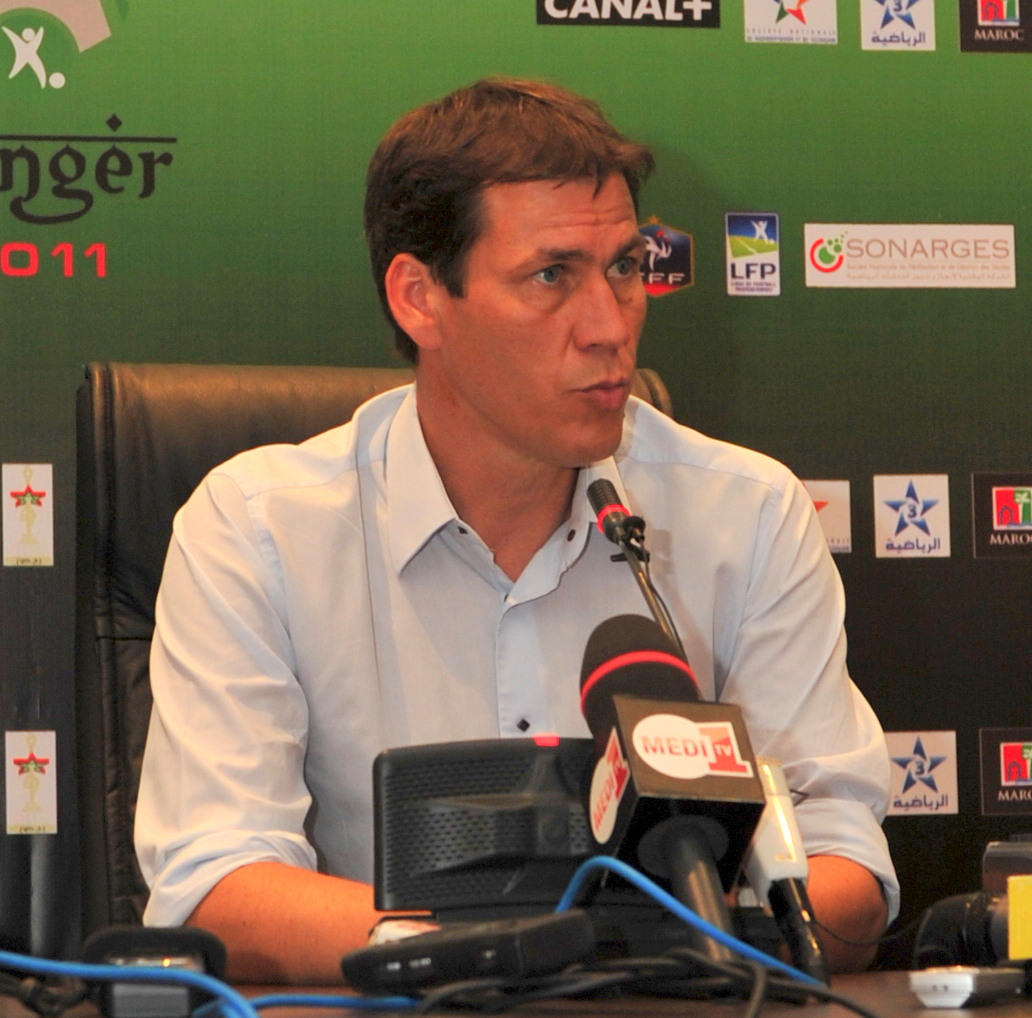
Artisan du doublé coupe-championnat en 2011, Rudi Garcia a entraîné le LOSC de 2008 à 2013.

Le Britannique George Berry arrive en France en 1932 comme entraîneur-joueur du Sporting Club fivois. Lors de la fusion avec l'Olympique lillois en 1944, Louis Henno fait de lui le premier entraîneur du LOSC Lille,. André Cheuva le remplace en 1946. Vainqueur en douze saisons de quatre coupes de France (1947, 1948, 1953 et 1955) et d'un championnat en 1954, il est à la fois l'entraîneur le plus titré de l'histoire du LOSC et celui qui détient le record de longévité.
En avril 1959, le président Henno charge Jacques Delepaut d'assurer l'intérim à la suite du limogeage d'André Cheuva. Delepaut est le premier des anciens joueurs du LOSC devenus entraîneur du club lillois. Suivront entre autres des joueurs emblématiques de la décennie en or comme Jean Baratte, Jules Bigot et Joseph Jadrejak, l'ancien gardien de but Charles Samoy dans les années 1960 ou Rudi Garcia, nommé à la tête de l'équipe première en 2008. Milieu offensif sous le maillot lillois entre 1982 et 1986, il s'est reconverti en tant qu'entraîneur au milieu des années 1990 et a officié entre autres au Dijon FCO et au Mans UC avant de signer à Lille. Il remporte ses deux premiers titres majeurs en réalisant le doublé championnat-coupe de France en 2011. Christophe Galtier devient entraîneur du LOSC en décembre 2017 et permet à l'équipe de terminer vice-championne de France en 2019. Défenseur lorsqu'il était joueur, il avait porté le maillot lillois à la fin des années 1980 et avait même eu Rudi Garcia comme partenaire lors de la saison 1987-88. Dix années après Garcia, il remporte le championnat en 2021.
Parmi les autres entraîneurs notables du club, on peut retenir José Arribas, Georges Heylens, Claude Puel ou encore Vahid Halilhodžić. Le premier est le technicien qui a posé les bases du jeu à la nantaise avec le FC Nantes, jeu porté sur l'état d'esprit collectif et offensif. Il réussit à appliquer ses méthodes lors de son passage dans le Nord avec plus ou moins de succès. Champion de deuxième division en 1978 puis sixième de Division 1 l'année suivante, il ne parvient à faire mieux que la treizième place lors des trois saisons suivantes. Le jeu du bosnien Halilhodžić est diamétralement opposé à celui d'Arribas. Porté sur le travail défensif, le « coach Vahid » réussit à faire remonter le club en 2000 et à le qualifier en Ligue des Champions la saison suivante. Dans la continuité du travail de Halilhodžić, Puel remporte avec le LOSC la coupe Intertoto en 2004 et parvient à le qualifier pour la Ligue des Champions à deux reprises, en 2005 et 2006. Quant à Georges Heylens, entraîneur belge du club entre 1984 et 1989, il a ouvert les portes du LOSC aux Belges, que ce soient les joueurs, comme les internationaux Erwin Vandenbergh ou Philippe Desmet, ou les supporters qui passaient en nombre la frontière pour assister aux matchs au stade Grimonprez-Jooris.
Par ailleurs, Claude Puel en 2006, Rudi Garcia en 2011, René Girard en 2014 puis Christophe Galtier en 2019 et en 2021 ont été sacrés meilleur entraîneur de Ligue 1 au sein des Trophées UNFP,,.
| Rang | Nom                        | Période            |
| ---- | -------------------------- | ------------------ |
| 1    | George Berry               | 1944-1946          |
| 2    | André Cheuva               | 1946-1958          |
| 3    | Jacques Delepaut (intérim) | avril 1959-1959    |
| 4    | Jules Vandooren            | 1959-1961          |
| 5    | Jean Baratte               | 1961-1962          |
| 6    | Jean Van Gool (intérim)    | 1962               |
| 7    | Guy Poitevin               | 1962-1963          |
| 8    | Jules Bigot                | 1963-1966          |
| 9    | Jean Van Gool (intérim)    | 1966               |
| 10   | Daniel Langrand            | 1966-1969          |
| 11   | Joseph Jadrejak            | 1969-1970          |
| 12   | René Gardien               | 1970-1973          |
| 13   | Georges Peyroche           | 1973-novembre 1976 |
| 14   | Charles Samoy (intérim)    | novembre 1976-1977 |
| 15   | José Arribas               | 1977-1982          |

| Rang | Nom                         | Période                      |
| ---- | --------------------------- | ---------------------------- |
| 16   | Arnaud Dos Santos           | 1982-1984                    |
| 17   | Georges Heylens             | 1984-1989                    |
| 18   | Jacques Santini             | 1989-1991                    |
| 19   | Đuričić - Santini           | juillet 1991-août 1991       |
| 20   | Jacques Santini             | septembre 1991-1992          |
| 21   | Bruno Metsu                 | 1992-février 1993            |
| 22   | Henryk Kasperczak           | février 1993-juin 1993       |
| 23   | Pierre Mankowski            | 1993-1994                    |
| 24   | Jean Fernandez              | 1994-août 1995               |
| 25   | Jean-Michel Cavalli         | août 1995-mars 1997          |
| 26   | Gauthier - Samoy (intérim)  | mars 1997-1997               |
| 27   | Thierry Froger              | 1997-septembre 1998          |
| 28   | Vahid Halilhodžić           | septembre 1998-décembre 2001 |
| 29   | Bruno Baronchelli (intérim) | décembre 2001-janvier 2002   |
| 30   | Vahid Halilhodžić           | janvier 2002-juin 2002       |

| Rang | Nom                        | Période                     |
| ---- | -------------------------- | --------------------------- |
| 31   | Claude Puel                | 2002-2008                   |
| 32   | Rudi Garcia                | 2008-2013                   |
| 33   | René Girard                | 2013-2015                   |
| 34   | Hervé Renard               | 2015-novembre 2015          |
| 35   | Patrick Collot (intérim)   | novembre 2015               |
| 36   | Frédéric Antonetti         | novembre 2015-novembre 2016 |
| 37   | Patrick Collot (intérim)   | novembre 2016-février 2017  |
| 38   | Franck Passi               | février 2017-2017           |
| 39   | Marcelo Bielsa             | 2017-novembre 2017          |
| 40   | João Sacramento (intérim), | novembre 2017-décembre 2017 |
| 41   | Christophe Galtier         | décembre 2017-2021          |
| 42   | Jocelyn Gourvennec         | 2021-2022                   |
| 43   | Paulo Fonseca              | 2022-2024                   |
| 44   | Bruno Genesio              | 2024-                       |

### Joueurs
Depuis sa création en 1944, plusieurs grands joueurs passés par le centre de formation du club ou recrutés dans le monde entier ont marqué l'histoire du LOSC. Certains d'entre eux ont eu l'honneur d'être appelés en sélection nationale.
Plusieurs grands noms reviennent régulièrement quand on évoque l'âge d'or des années 1940 et 1950. Pour la plupart d'entre eux, ces joueurs issus du Nord-Pas-de-Calais ou de la Belgique venaient de l'Olympique lillois ou du SC Fives. Marceau Somerlinck, né à Lille-Moulins et passé par le club fivois, est toujours le joueur le plus capé du LOSC avec 433 matchs. En participant aux cinq victoires en coupe de France entre 1946 et 1955, il devient le premier quintuple vainqueur du trophée. Le lambersartois Jean Baratte, joueur lillois entre 1945 et 1953 puis lors de la saison 1956-1957, obtient à deux reprises le titre de meilleur buteur du championnat et reste actuellement le meilleur buteur du club avec 218 réalisations au compteur, dont 167 en première division. Grâce aux différents succès nationaux, Jean Barrate est devenu à l'époque le « footballeur le plus populaire de France ».
Jules Bigot, meilleur buteur de l'OL avec 79 buts, a été joueur du LOSC entre 1944 et 1950. Il reviendra au club en tant qu'entraîneur. Joseph Jadrejak (1944-1950) est passé par Fives et même par l'équipe fédérale Lille-Flandres. Jean Lechantre (1944-1952) a été un des grands artisans de la victoire en finale de coupe de France 1946 ; ses centres ont amené trois buts marqués par Tempowski (1944-1951), Vandooren (1944-1949) et Bihel (1944-1946), meilleur buteur de D1 lors de cette saison 1945-1946. Ces derniers ont été sous le capitanat de François Bourbotte (1944-1947). Associé en défense avec Roger Carré (1944-1950), il parvient à décrocher une coupe après deux finales perdues en 1941 avec Fives et 1945. Jean-Marie Prévost (1945-1952) a connu le même sort. Finaliste de la coupe de France avec l'OL en 1939, il a fait aussi partie de cette génération tout comme Albert Dubreucq (1945-1953).
D'autres joueurs attirés par l'enjeu sportif qu'offrait le club viendront garnir l'effectif dont André Strappe, capitaine du LOSC entre 1948 et 1958, et le duo Yvon Douis (1953-1959) et Jean Vincent (1950-1956). Cor van der Hart, 44 fois international et taulier de la défense entre 1950 et 1954, a été un pionnier du professionnalisme aux Pays-Bas. Reconnu comme un des premiers joueurs néerlandais à jouer sous un statut professionnel, il va participer à la première saison d'Eredivisie.
Instable dans les années 1960, le club se stabilise dans l'élite par la suite jusqu'au milieu des années 1990 grâce à l'arrivée des joueurs clés. Du côté des gardiens, Charles Samoy (1963-1974), Jean-Pierre Mottet (1978-1986) et Bernard Lama (1981-1989) sont les premiers à être cités. Alors que Samoy a été titulaire dès son arrivée au club avant de s'éclipser, Lama a connu la trajectoire inverse ; après plusieurs prêts, il décroche sa place de titulaire. Mottet était de l'effectif qui a atteint deux demi-finales de coupe de France en 1983 et 1985. Après sa carrière sportive, il a rejoint l'encadrement technique du LOSC.
À propos des joueurs de champ, on peut mentionner Gérard Bourbotte, un des premiers joueurs issus de la formation. Au club entre 1952 et 1957, il revient entre 1963 et 1968 et contribue à la promotion en 1964. On peut aussi retenir les défenseurs Pierre Dréossi (1976-1978 puis 1979-1983) et Ignacio Prieto (1971-1976) ainsi que les attaquants Stanislav Karasi (1974-1977) et Pierre Pleimelding (1977-1981), meilleur buteur du club en 1979 et 1980,. Dans les années 1980, Eric Péan (1979-1987), Philippe Périlleux (1984-1991) ou Noureddine Kourichi (1982-1986), international algérien troisième de la CAN 1984 et participant à la Coupe du monde 1986, se sont illustrés à Lille. C'est après cette Coupe du monde que Philippe Desmet, quatrième de la compétition avec la Belgique, rejoint le club sous l'impulsion de Heylens. Il y reste trois saisons entre 1986 et 1989 et sera élu joueur des années 1980 par les supporters du LOSC. Jocelyn Angloma (1987-1990), international espoirs sous le maillot lillois, et le buteur ghanéen Abedi Pelé (1988-1990), auteur de 21 buts en 52 rencontres, soulèveront la Ligue des Champions 1993 avec l'Olympique de Marseille après leur passage à Lille.
L'équipe encadrée par Jacques Santini qui termine sixième de D1 en 1991 a pour capitaine Alain Fiard (1987-1993) et compte dans ses rangs Éric Assadourian (1990-1995), le gardien Jean-Claude Nadon (1989-1996) ainsi que les danois Jacob Friis Hansen (1989-1995) et Per Frandsen (1990-1994). Après le départ de Santini en 1992, Antoine Sibierski (1992-1996), formé au club, et Kennet Andersson (1993-1994), demi-finaliste de la Coupe du monde 1994 avec la Suède, ont eu un passage remarquable dans le club.
Après le purgatoire des années 1990, Vahid Halilhodžić remet sur pied le LOSC en se basant sur un socle solide de joueurs dont Laurent Peyrelade (1997-2001), auteur de 38 buts et 20 passes décisives, l'attaquant Djezon Boutoille (1993-2004), Pascal Cygan (1995-2002), vainqueur de l'Étoile d'or France Football en 2001, Patrick Collot (1995-2002) ou Grégory Wimbée (1998-2004), gardien capé à 214 reprises.
À l'heure des premières aventures européennes au début des années 2000, Lille a su renforcer son effectif grâce à un recrutement malin et à quelques talents formés par le club. Salaheddine Bassir (2001-2002), transfuge du Deportivo La Corogne, et Johnny Ecker (1999-2002), recruté au Nîmes Olympique, sont les buteurs lillois lors du premier match du LOSC sous l'égide de l'UEFA. Parmi leurs coéquipiers lors de cette rencontre, Christophe Landrin (1996-2005) et les frères Cheyrou sont issus de la formation du club. Bruno Cheyrou (1998-2002) inscrit trois buts en Ligue des Champions avec le LOSC, performance égalée par Nicolas Fauvergue (2003-2009), tandis que son frère cadet Benoît (1999-2004) devient capitaine pour ses deux dernières saisons au club. Fernando D'Amico (1999-2003), Dagui Bakari (1999-2002) et surtout Grégory Tafforeau (2001-2009), capitaine entre 2006 et 2008 et joueur le plus capé du club dans les compétitions de l'UEFA avec 42 matchs, ont été aussi de la première participation du club à la Ligue des Champions.

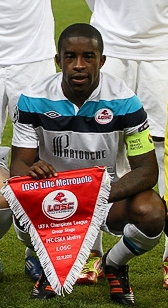
Rio Mavuba est le 2e joueur le plus capé de l'histoire du club et le capitaine lors du doublé de 2011.

Claude Puel a fait venir des joueurs qui se sont révélés lors des participations aux coupes d'Europe comme le trident offensif formé par Peter Odemwingie (2004-2007), Mathieu Bodmer (2003-2007) et Kader Keita (2005-2007). Devant le gardien Tony Sylva (2004-2008), se sont côtoyés en défense Éric Abidal (2002-2004), arrivé de l'AS Monaco, le grec Efstáthios Tavlarídis (2004-2007), Matthieu Chalmé (2002-2007), Nicolas Plestan (2003-2010) ainsi que Jean II Makoun (2001-2008), appelé en sélection du Cameroun. En plus du recrutement, Puel s'appuie sur des joueurs formés par le club tels Matt Moussilou (2001-2006), meilleur buteur du club dans les compétitions de l'UEFA avec 9 réalisations, Matthieu Delpierre (1999-2004) qui a intégré le centre de formation du LOSC en 1996 ou encore Stéphane Dumont (2003-2011). L'éclosion du brésilien Michel Bastos (2006-2009), meilleur passeur du championnat 2008-2009 et nommé dans l'équipe-type de la même saison, assure la transition entre l'ère Puel et l'encadrement de l'équipe par Rudi Garcia.
Rudi Garcia a permis l'éclosion de joueurs de talents également, comme Eden Hazard (2007-2012), meilleur espoir de Ligue 1 en 2009 et 2010 puis élu meilleur joueur du championnat en 2011 et 2012, ou Gervinho (2009-2011) meilleur buteur du LOSC lors de la saison 2009-2010 et meilleur passeur en 2010-2011. C'est aussi sous son ère que Adil Rami (2006-2011), Yohan Cabaye (2004-2011) et Mathieu Debuchy (2003-2013) ont fêté leur première sélection en équipe de France. Le meilleur buteur de Ligue 1 en 2011 Moussa Sow (2010-2012) est également l'un des artisans de la réussite lilloise avec ses 25 réalisations en championnat. Les autres joueurs de l'effectif de la saison 2010-2011, dont le capitaine Rio Mavuba (2008-2017) et le défenseur Franck Béria (2007-2017), sont entrés dans l'histoire du club en réalisant le doublé coupe de France-championnat.
Ce doublé marque une volonté de changer de dimension pour le club. Cette volonté est caractérisée par les venues de Joe Cole (2011-2012) et Salomon Kalou (2012-2014), les deux provenant de la Premier League, ainsi que l'inauguration du stade Pierre-Mauroy. Vincent Enyeama (2011-2018), Marko Baša (2011-2017) et Simon Kjær (2013-2015) marquent les esprits lors de leur passage au LOSC.
La prise en main du club par Gérard Lopez conduit à une nouvelle dynamique sur le marché des transferts. De nombreux jeunes talents supervisés par le recruteur Luis Campos rejoignent l'équipe et seront ensuite revendus à prix d'or. C'est le cas de Nicolas Pépé (2017-2019) et Victor Osimhen (2019-2020) qui partiront pour environ 80 millions d'euros. Pour encadrer cette jeune équipe, Christophe Galtier a pu compter sur des joueurs expérimentés comme le capitaine José Fonte (2018-), Benjamin André (2019-) ou l'attaquant turc Burak Yılmaz (2020-2022). Le gardien Mike Maignan (2015-2021) et Jonathan Ikoné (2018-2022) fêtent leur première sélection avec l'équipe de France sous l'ère Lopez.
| \| Hatz Somerlinck Prévost Jadrejak Bourbotte Carré Baratte Tempowski Vandooren Lechantre Bihel \| L'équipe type du doublé en 1946. |
| Hatz Somerlinck Prévost Jadrejak Bourbotte Carré Baratte Tempowski Vandooren Lechantre Bihel                                        |

| Hatz Somerlinck Prévost Jadrejak Bourbotte Carré Baratte Tempowski Vandooren Lechantre Bihel |

| \| Landreau Béria Chedjou Rami Debuchy Mavuba Balmont Cabaye Gervinho Hazard Sow \| L'équipe type du doublé en 2011. |
| Landreau Béria Chedjou Rami Debuchy Mavuba Balmont Cabaye Gervinho Hazard Sow                                        |

| Landreau Béria Chedjou Rami Debuchy Mavuba Balmont Cabaye Gervinho Hazard Sow |

| \| Maignan Reinildo Botman Fonte Çelik André Soumaré Ikoné Bamba David Yılmaz \| L'équipe type du titre en 2021. |
| Maignan Reinildo Botman Fonte Çelik André Soumaré Ikoné Bamba David Yılmaz                                       |

| Maignan Reinildo Botman Fonte Çelik André Soumaré Ikoné Bamba David Yılmaz |

### Internationaux français

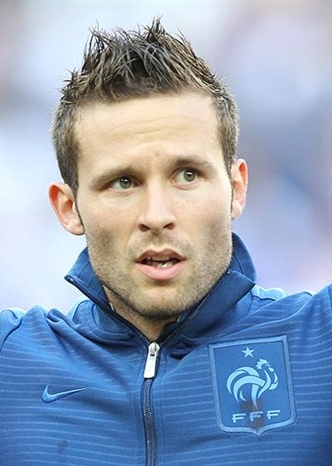
Yohan Cabaye sous le maillot de l'équipe de France.

Les premiers joueurs lillois à être appelés en équipe de France sont Jules Bigot et Jean Baratte. Trois mois seulement après la création du LOSC, les deux attaquants sont titulaires lors de la victoire française 3-1 contre la Belgique le 24 décembre 1944. Baratte dispute 32 matchs avec les Bleus, dont 12 en tant que capitaine. Il est à ce jour le joueur lillois sélectionné le plus grand nombre de fois en équipe de France. D'autres vainqueurs de la coupe de France ou champions de France avec Lille auront le même honneur dans les années 1950.
Parmi les joueurs du LOSC sélectionnés en équipe de France, seuls six ont joué une coupe du monde durant leur passage par le club lillois. Quelques jours après le titre de champion de France en 1954, Bieganski, Ruminski, Strappe et Vincent font partie de la sélection lors de la coupe du monde 1954. L'équipe de France termine troisième de son groupe et s'arrête au premier tour de la compétition. Le cinquième joueur est Yvon Douis. Participant à la coupe du monde 1958, il inscrit un but contre l'équipe de RFA dans son seul match de la compétition. Lors de la coupe du monde 2014, les Bleus comptent dans leur effectif Rio Mavuba.
À ce jour, un seul joueur lillois a participé à un Championnat d'Europe en tant qu'international français en équipe A ; il s'agit de Mathieu Debuchy appelé par Laurent Blanc pour l'Euro 2012. Il dispute toutes les rencontres des Bleus, les trois matchs de poule et le quart de finale perdu contre l'Espagne.
Par ailleurs, la sélection française vainqueur de l'Euro Espoirs 1988 contre la Grèce comptait parmi ses rangs trois joueurs du club : les défenseurs Jocelyn Angloma et Jean-Luc Buisine ainsi que le milieu de terrain Christophe Galtier. Aussi, Benoît Cheyrou et Mathieu Maton ont remporté l'édition 2000 de l'Euro des moins de 19 ans. Ils seront imités cinq ans plus tard par Yohan Cabaye qui remporte l'édition 2005. Lucas Digne gagne quant à lui la Coupe du monde des moins de 20 ans en 2013.
Le tableau suivant donne la liste actualisée au 8 octobre 2020 des joueurs du LOSC en équipe de France, le nombre de sélections et la période correspondante, ainsi que le nombre total de sélections durant la carrière du joueur.
| Joueur          | Sélections | Période   | Sél. (total) |
| --------------- | ---------- | --------- | ------------ |
| Jules Bigot     | 2          | 1944-1945 | 6            |
| Jean Baratte    | 32         | 1944-1952 | 32           |
| Julien Darui    | 2          | 1945      | 25           |
| René Bihel      | 5          | 1945-1946 | 6            |
| Bolek Tempowski | 1          | 1947      | 1            |
| Joseph Jadrejak | 3          | 1947      | 3            |
| Roger Carré     | 2          | 1947-1949 | 2            |
| Jean Lechantre  | 3          | 1947-1949 | 3            |
| Roger Vandooren | 3          | 1949      | 4            |
| Maik Walter     | 2          | 1949-1950 | 2            |
| André Strappe   | 23         | 1949-1954 | 23           |
| Albert Dubreucq | 1          | 1952      | 1            |

| Joueur              | Sélections | Période   | Sél. (total) |
| ------------------- | ---------- | --------- | ------------ |
| César Ruminski      | 7          | 1952-1954 | 7            |
| Jean Vincent        | 12         | 1953-1956 | 46           |
| Antoine Pazur       | 1          | 1953      | 1            |
| Robert Lemaître     | 2          | 1953      | 2            |
| Guillaume Bieganski | 4          | 1953-1955 | 9            |
| Yvon Douis          | 8          | 1957-1958 | 20           |
| Marcel Adamczyk     | 1          | 1963      | 1            |
| André Guy           | 1          | 1967      | 8            |
| Christian Coste     | 5          | 1974-1975 | 5            |
| Patrick Parizon     | 3          | 1975      | 3            |
| Pierre Pleimelding  | 1          | 1978      | 1            |
| Philippe Bergeroo   | 2          | 1979-1980 | 3            |

| Joueur            | Sélections | Période   | Sél. (total) |
| ----------------- | ---------- | --------- | ------------ |
| Adil Rami         | 11         | 2010-2011 | 36           |
| Yohan Cabaye      | 4          | 2010-2011 | 48           |
| Mathieu Debuchy   | 13         | 2011-2012 | 27           |
| Rio Mavuba        | 7          | 2012-2014 | 13           |
| Marvin Martin     | 1          | 2012      | 15           |
| Dimitri Payet     | 2          | 2013      | 38           |
| Sébastien Corchia | 1          | 2016      | 1            |
| Jonathan Ikoné    | 4          | 2019      | 4            |
| Mike Maignan      | 1          | 2020      | 3            |
| Total             | 170        | 1944-2020 | 399          |

## Effectif professionnel actuel
Le premier tableau liste l'effectif professionnel du LOSC Lille pour la saison 2025-2026. Le second recense les prêts effectués par le club lors de cette même saison.
En grisé, les sélections de joueurs internationaux chez les jeunes mais n'ayant jamais été appelés aux échelons supérieurs une fois l'âge-limite dépassé ou les joueurs ayant pris leur retraite internationale.

## Structures du club

### Stades
Le LOSC évolue dès sa création en alternance, dans le stade Jules-Lemaire du SC Fives, nouveau nom du stade Virnot depuis 1937, et dans le stade Henri-Jooris, stade inauguré en octobre 1902 qui a accueilli les rencontres des sections football et hockey sur gazon de l'Olympique lillois ainsi qu'un match de la coupe du monde de football de 1938 sous l’appellation stade Victor-Boucquey. Le stade Victor-Boucquey est renommé en août 1943 en stade Henri-Jooris, du nom de Henri Jooris, président de l'Olympique lillois entre 1919 et 1932 et décédé en 1940.
Début 1946, le toit en tôle d'une tribune du stade Henri-Jooris s'effondre sans blessé grave lors d'un derby contre Lens. Le LOSC évolue donc qu'au stade Jules-Lemaire pendant le reste de la saison en attendant la rénovation et l'agrandissement du stade. En 1949, le LOSC cesse d'utiliser le stade Jules-Lemaire, qui sera finalement démoli en 1959, pour évoluer uniquement qu'à Henri-Jooris. Mais devenu vétuste et gênant l'élargissement du canal de la Deûle, le déménagement du club s'impose en 1975.
Située au cœur de la citadelle Vauban, non loin de l'emplacement de l'ancien stade Henri-Jooris, une nouvelle enceinte est bâtie dans l'urgence en un peu plus d'une année. Le stade Henri-Jooris est détruit en 1975 et le club déménage au stade Grimonprez-Jooris. Il est inauguré le 28 octobre 1975 par une rencontre amicale entre le LOSC et le Feyenoord soldée par un match nul. À l'origine, le stade pouvait contenir 25 340 spectateurs sur quatre tribunes, dont trois étaient couvertes. L'évolution des normes de sécurité oblige le stade à connaître de nombreuses réfections, de sorte que sa capacité est progressivement réduite à 17 000 places. Pour la remontée du club en 2000, une tribune haute non couverte est construite au-dessus de la tribune « seconde » et porte la capacité du stade à 21 128 places.
En 1999, lorsque la mairie de Lille décide de privatiser le club, l'accord avec le futur repreneur inclut l'agrandissement du stade et la mise aux dernières normes. Le projet Grimonprez-Jooris II, qui doit amener le stade à accueillir jusqu'à 35 000 spectateurs dès 2003, prend du retard et voit son permis de construire contesté devant la justice administrative par des associations de riverains, en particulier à cause de sa proximité avec la citadelle, classée monument historique depuis 1934. Pensant revenir dans un stade rénové dès la saison suivante, le club lillois quitte le stade Grimonprez-Jooris sur un dernier succès contre le SC Bastia et s'installe pour la saison 2004-2005 au Stadium Lille Métropole de Villeneuve-d'Ascq, plus couramment appelé Stadium Nord (appellation officielle du stade jusqu'en 2006) ou Stadium. Ironie du sort, cette enceinte inaugurée en 1976 était destinée initialement à accueillir les matchs à domicile du club,.
L'annulation du permis de construire de Grimonprez-Jooris II par la cour administrative d'appel de Douai le 7 juillet 2005, confirmée par le Conseil d’État le 28 décembre 2005, vient compromettre la rénovation du stade. Devenant trop vétuste, l'enceinte ne répond plus aux normes requises de la Ligue de football professionnel pour la Ligue 1 et le club lillois doit rester au Stadium Nord. La démolition de Grimonprez-Jooris, devenu inutile, s'est déroulée de début 2010 à avril 2011.
La communauté urbaine de Lille décide par conséquent de lancer la construction d'un nouveau stade sur la zone de la Borne de l'Espoir, localisée dans un quartier de Villeneuve-d'Ascq. Le Grand Stade Lille Métropole, renommé en juin 2013 stade Pierre-Mauroy, bénéficie d'une capacité de 50 157 places, et est équipé d'un toit ouvrant ainsi que d'une pelouse rétractable prévue pour l'organisation de spectacles. Il est destiné à accueillir aussi des rencontres de l'Euro 2016. En attendant la livraison du stade en août 2012, le club a été forcé d'évoluer toujours au Stadium Lille Métropole qu'il a quitté sur un succès contre l'AS Nancy-Lorraine. C'est contre ce même club que le LOSC inaugure l'enceinte le 17 août avec un match nul.
Si Lille a pu disputer ses matchs de Ligue Europa, de coupe Intertoto et de tours préliminaires de Ligue des Champions à Grimonprez-Jooris puis au Stadium Nord, les manquements aux normes de l'UEFA pour l'accueil de matchs de poules de la C1 ont forcé le club à plusieurs délocalisations. Ainsi le LOSC a participé à la phase de groupes des Ligues des Champions 2001-2002 et 2006-2007 au stade Félix-Bollaert de Lens, enceinte où joue habituellement le rival lensois, et a évolué pour la saison 2005-2006 au stade de France de Saint-Denis. C'est dans cette enceinte proche de Paris que le club lillois établit deux records d'affluences : celui de l'affluence pour un match de coupe d'Europe en France, lors de la réception en Ligue de Champions du Benfica Lisbonne le 22 novembre 2005,, et celui de l'affluence pour un match de championnat de France. Le sommet face à l'Olympique lyonnais le 7 mars 2009, pour la 27e journée de la Ligue 1 2008-2009, se joue devant 78 056 spectateurs. Un tragique accident ayant eu lieu près du stade met fin à la délocalisation des rencontres au Stade de France,. Qualifié pour la Ligue des Champions 2011-2012, le club a obtenu une dérogation auprès de l'UEFA afin de jouer la compétition au Stadium Nord. Le LOSC met donc fin à la série de délocalisations pour participer à cette compétition européenne réellement à domicile.

### Centres d'entraînement et de formation

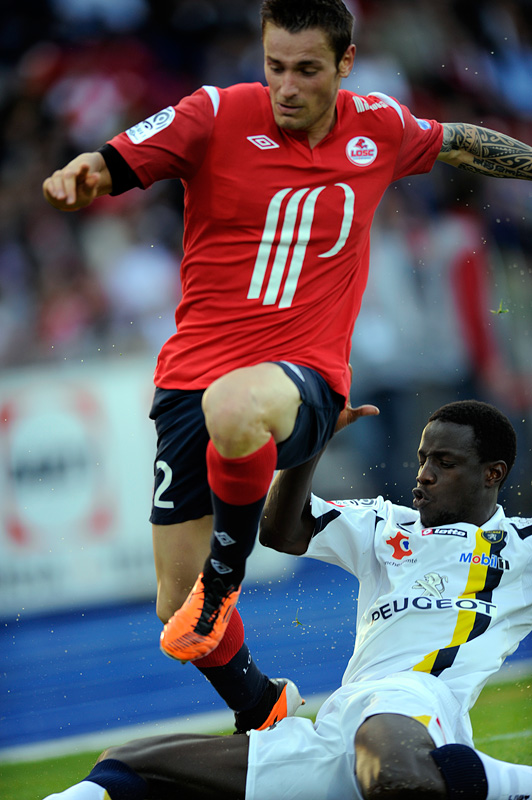
L'international français Mathieu Debuchy est formé au domaine de Luchin.

Quand le LOSC cessa d'utiliser le stade Jules-Lemaire pour ses rencontres à domicile en 1949, ce stade est devenu le terrain d'entraînement des joueurs, jusqu'à la démolition de l'enceinte dix ans plus tard,. À partir du déménagement dans le stade Grimonprez-Jooris, le LOSC s'entraîne en majorité dans le stade Adolphe-Max, basé lui aussi non loin de la citadelle. Mais l'obsolescence du terrain conduit à l'aménagement des pelouses d'entraînement du Grand-Carré situées dans le parc Vauban, tout près du stade. Quant au centre de formation, il est éclaté entre Villeneuve-d’Ascq pour les matchs, Wattignies pour l’hébergement et Lambersart pour la scolarité.
Toutes ces installations restent limitées et bien en deçà des ambitions du club. Le LOSC, par la voix de son président Michel Seydoux, envisage dès lors la construction d’un nouveau centre d’entraînement et de formation qui regrouperait aussi les pôles administratifs et médiatiques du club afin d'offrir un meilleur cadre de travail aux joueurs professionnels.
Le domaine de Luchin de Camphin-en-Pévèle, malgré l'état désastreux des bâtiments, abîmés par la tempête de 1999 et un incendie en 2003, est remarqué par le LOSC au début des années 2000. L'accessibilité, l'espace foncier important (43 hectares) et le prix abordable incitent le club à racheter pour 600 000 euros le domaine en ruine et à engager les travaux de remise en état du domaine en avril 2004. Toutes les forces vives du club rejoignent le domaine au fil du temps et de l'avancement des travaux : l’équipe professionnelle arrive la première en juin 2004 puis les services administratifs début 2005 et enfin le centre de formation en août 2007. L'inauguration du domaine se fait en grande pompe le 13 septembre 2007 en présence de personnalités du monde politique ou du monde sportif et d'anciens pensionnaires du club.
Dans le domaine, l'équipe première dispose d'un bâtiment exclusif de 700 m2 ainsi que de plusieurs terrains qui lui sont réservés, dont un terrain d’honneur pour la tenue de matchs amicaux. Le centre de formation, beaucoup plus vaste que le bâtiment de joueurs professionnels, accueille sur 3 000 m2 les stagiaires. Ces derniers disposent de classes équipées et d'espaces d'études pour le côté scolaire et de plusieurs terrains et pistes d’athlétisme pour le côté sportif.
Certains jeunes issus de ce centre de formation sont même devenus internationaux comme les Français Yohan Cabaye, Mathieu Debuchy, Lucas Digne et Benjamin Pavard ou le Belge Eden Hazard. De ce fait, la direction technique nationale a classé le domaine de Luchin dans la catégorie A pour ses infrastructures et dans la classe A pour ses résultats.

### Boutiques officielles

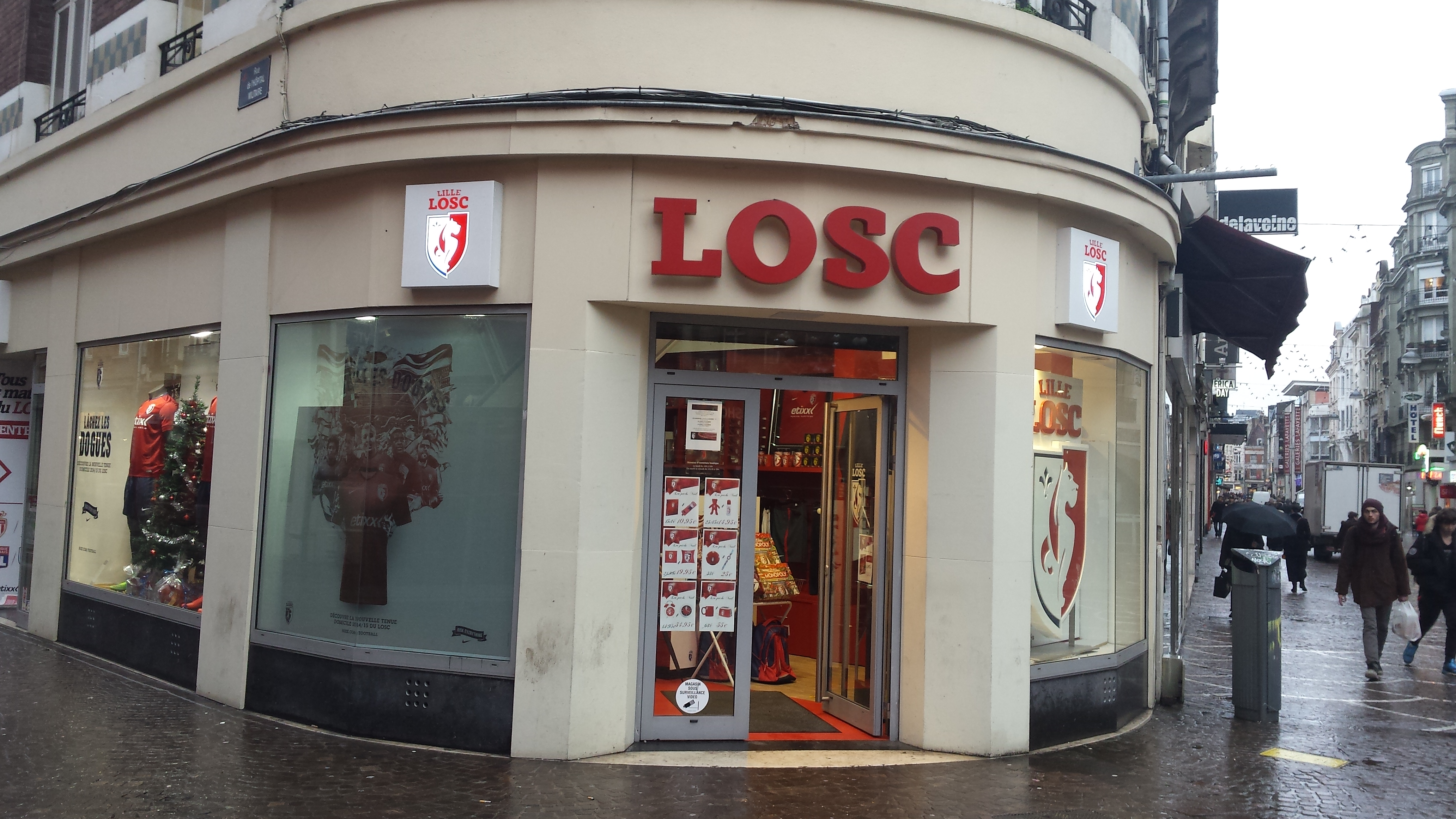
Ancienne boutique du LOSC dans la rue de Béthune à Lille.

Le LOSC possède deux boutiques officielles. La première est une toute nouvelle boutique située rue Faidherbe, en plein cœur et sur la rue la plus passante de la ville de Lille. Le deuxième point de vente est la boutique du stade Pierre-Mauroy, situé donc à Villeneuve-d'Ascq. Implantée dans l’aile nord-est de l'enceinte, elle accueille les clients sur 300 mètres carrés.

## Aspects juridiques et économiques

### Aspects juridiques

#### Statut juridique et légal
L'équipe professionnelle est gérée par la société anonyme (SA) LOSC Lille au capital de 6 969 085 euros. La SA est liée par le biais d'une convention à l'association loi de 1901 LOSC Lille Métropole Association, structure titulaire du numéro d'affiliation de la FFF qui regroupe le centre de formation et les équipes amateurs du club. Cette association a signé des conventions de partenariat avec une trentaine de clubs amateurs locaux comme le RC Bergues, le SCO Roubaix, le RFC Tournai ou le Villeneuve-d'Ascq FF.
La SA LOSC Lille est détenue à 95 % par la société L Holding depuis le rachat du club par Gérard Lopez en 2017. Le LOSC était auparavant détenue en majorité par la société anonyme holding SOCLE, actionnaire de la SA depuis la privatisation du LOSC effectuée en 1999-2000. Détenant toutes les parts de L Holding, Gérard Lopez est par conséquent l'actionnaire majoritaire du LOSC. Quant à l'association, elle est dirigée depuis 2002 par Patrick Robert.
Le LOSC détient une filiale qu'il contrôle à 100 %. La filiale Grand Stade Rayonnement a été créée en juillet 2011 pour mettre en place l’offre commerciale que propose le LOSC dans le stade Pierre-Mauroy. Sous la forme d'une société par actions simplifiée, la filiale possède un capital de 50 000 euros. Son siège social est celui du club, à savoir le domaine de Luchin.
Au niveau européen, le LOSC est membre de l'association européenne des clubs, association représentant les intérêts des clubs en Europe et reconnue par l'UEFA et la FIFA.

#### Partenariat avec Mouscron

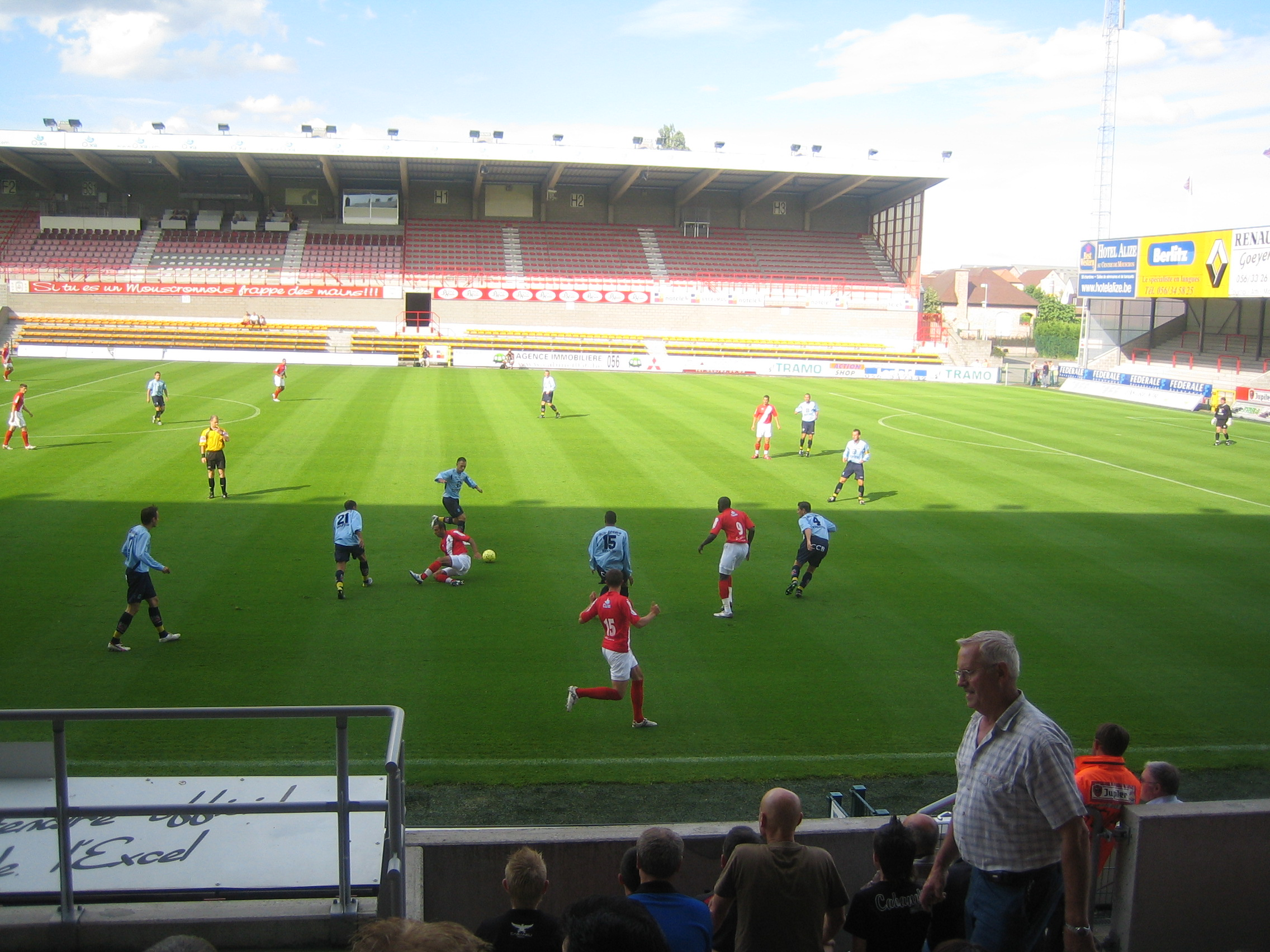
Le Canonnier, enceinte du Royal Mouscron-Péruwelz.

En novembre 2011, le LOSC officialise un partenariat avec le Royal Mouscron-Péruwelz (RMP), dont l'idée avait été lancé en 2006, et entre dans le capital du club belge en tant qu'actionnaire minoritaire, à hauteur de 26 %, minorité de blocage.
Le but sportif pour le LOSC de ce rapprochement est d'améliorer la formation des jeunes joueurs ou des réservistes en les prêtant au RMP afin qu'ils puissent évoluer dans des championnats professionnels à un niveau supérieur à celui des championnats français amateurs. Ce partenariat a également un objectif pour le club d'ouverture sur la Belgique, suivant ainsi le développement de l'eurométropole Lille-Kortrijk-Tournai. Pour Mouscron-Péruwelz, l'intérêt de ce projet est de pouvoir retrouver à terme la première division belge en s'aidant des meilleurs éléments du LOSC pour renforcer l'équipe première.
À la suite de la promotion du RMP en Division 2 en avril 2012, le LOSC applique la convention signée quelques mois plus tôt et devient ainsi actionnaire majoritaire à hauteur de 51 %. Avec cette prise de participation majoritaire au sein du RMP, le LOSC possède désormais le pouvoir de décision et guide la stratégie générale du RMP ; le Royal Mouscron-Péruwelz devient ainsi le club filiale du LOSC. Après cette prise de pouvoir, le LOSC procède à plusieurs changements dans la présidence et l'encadrement technique du RMP.
Les objectifs pour les deux équipes restent sensiblement les mêmes : la promotion en Division 1 grâce aux joueurs prêtés par le LOSC en ce qui concerne le RMP, pour le LOSC la possibilité d'aguerrir les jeunes joueurs dans des championnats supérieurs à la CFA, qui « ne remplit pas suffisamment ce rôle [d'aguerrissement] » selon le club lillois. Cet objectif est atteint en 2014 puisque le RMP accède en première division, avec 7 joueurs prêtés par le LOSC dans son effectif.
Le partenariat entre le LOSC et le RMP se termine fin mars 2015. Mouscron-Péruwelz a racheté les 51 % du club détenus par le club lillois depuis 2012,. Sportivement, le RMP obtient le maintien dans l'élite avec la treizième place du classement. En 2016, le Royal Mouscron-Péruwelz change de nom pour devenir le Royal Excel Mouscron.
En mai 2020, la presse annonce que les actionnaires du Royal Excel Mouscron et ceux du LOSC seraient tombés d'accord pour une prise de participation majoritaire du club français dans le club belge. Le LOSC étant à la recherche d'un « club satellite » pour y développer ses jeunes joueurs de moins de 23 ans. Le rachat est officialisé le 18 juillet 2020, Gérard Lopez annonce alors que ce n'est pas le LOSC qui a racheté l'Excel mais c'est lui-même avec l'une de ses sociétés. Quelques mois après le départ du LOSC de Lopez, le club lillois met fin à ce partenariat qui se termine donc à l'issue de la saison 2020-2021.

### Aspects économiques

#### Budget prévisionnel
Grâce aux bons résultats sportifs de l'équipe première à partir des années 2000 et aux divers partenariats conclus avec notamment des entreprises de la région (Transpole, Dalkia) et de grands groupes (GDF Suez, Partouche), le budget prévisionnel du club a connu plusieurs hausses au fil des saisons en Ligue 1 et des participations régulières aux coupes d'Europe.
Le graphique qui aurait dû être présenté ici ne peut pas être affiché car il utilise l'ancienne extension Graph, désactivée pour des questions de sécurité. Des indications pour créer un nouveau graphique avec la nouvelle extension Chart sont disponibles ici.

#### Résultat d'exploitation

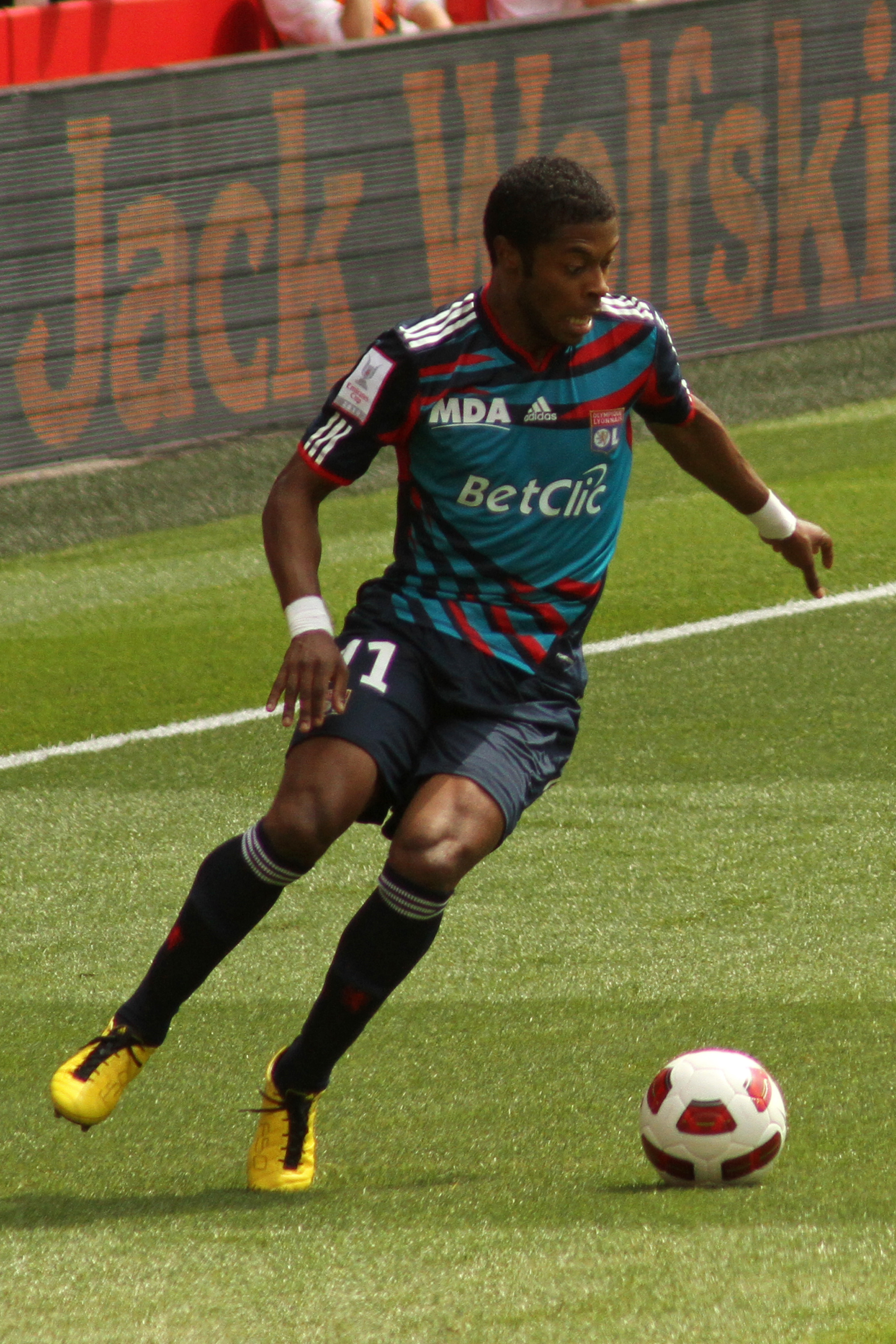
Le transfert de Michel Bastos à Lyon durant l'été 2009 a rapporté 18 M€.

Le tableau suivant présente un extrait du compte de résultat du LOSC, société anonyme et association réunies, sur la décennie précédente. Preuve de la régularité sportive au haut niveau, les droits télévisuels versés au club ont été plus que quadruplés, passant d'environ 10 M€ à plus de 45 M€ lors de la saison 2010-2011. Les saisons où le club a participé à la Ligue des champions lui ont été bénéfiques car les droits télévisuels supplémentaires qu'apportent cette compétition ont permis de dégager un résultat net positif (6,9 M€ en 2005-2006 et 5,1 M€ en 2006-2007) et, grâce au bénéfice réalisé, d'investir dans le domaine de Luchin dont 10 M€ en 2007. Ce dernier a des coûts de fonctionnement importants ; chaque saison, le LOSC débourse 6 M€ pour assurer le seul fonctionnement du centre de formation.
Ces coûts ajoutés à la forte augmentation de la masse salariale entraîne une hausse importante des charges qui ne peut être compensée pour le moment que par une participation à la Ligue des Champions, car les primes versées par l'UEFA lors d'une participation en Ligue Europa ne permettent pas de générer un tel bénéfice ; le LOSC, ayant touché 3 M€ de ces primes lors de la saison 2009-2010 et 2,55 M€ lors de la saison 2010-2011,, a respectivement obtenu un résultat net négatif de 1 M€ et 6 M€.
Les infrastructures utilisées par le club ne permettaient pas non plus d'obtenir un gain en fin d'exercice ; le manque à gagner au niveau de la billetterie entre le Stadium Nord de 18 000 places et le stade Grimonprez-Jooris II qui devait en contenir 35 000 est estimé à 20 millions d’euros par saison.
Ainsi pour atteindre l'équilibre financier, le LOSC a procédé à la vente de ses meilleurs éléments. Principalement vers l'Olympique lyonnais dans un premier temps, (départs de Michel Bastos pour la somme de 18 M€, Jean II Makoun pour 14 M€ et Kader Keita pour 16,8 M€ vers le club rhodanien), le LOSC vend plus tard en dehors du championnat français ; le club a cédé ses joueurs notamment vers les championnats anglais et turc. En août 2012, le LOSC table sur un chiffre d'affaires de 25 M€ par saison grâce à l'exploitation du Grand Stade, dont 10 M€ qui devraient être reversés directement au club.
La communauté urbaine de Lille reste malgré la privatisation du club un partenaire institutionnel du LOSC. Elle continue de verser un soutien communautaire qui s'élève pour la saison 2010-2011 à 0,63 M€. Quant au conseil régional, son aide pour la saison 2009-2010 a été de 0,51 M€. En échange, le logo régional du Nord-Pas-de-Calais est apposé sur le maillot et le conseil bénéficie d'une exposition particulière lors des rencontres contre les clubs de la région. Par ailleurs, la Mairie de Lille a décidé d'arrêter fin juin 2012 le versement de subventions à l'association LOSC qui gère les équipes amateurs et jeunes. De 457 k€ en 2009, la dernière subvention de la ville de Lille a été de 50 k€ en 2012.
Extrait du compte de résultat du LOSC Lille en millions d'euros des 10 dernières saisons publiées
| Saison    | Championnat | Produits | Produits | Produits | Produits | Produits | Produits | Charges | Charges | Rés. expl. | Mutation | Rés. net |
| Saison    | Championnat | Matchs   | Spons.   | Subv.    | TV       | Merch.   | Total    | Rémun.  | Total   | Rés. expl. | Mutation | Rés. net |
| --------- | ----------- | -------- | -------- | -------- | -------- | -------- | -------- | ------- | ------- | ---------- | -------- | -------- |
| 2007-2008 | Ligue 1     | 4,6      | 6,4      | 1,0      | 25,8     | 0,2      | 40,2     | 28,0    | 64,9    | -24,7      | 31,9     | 6,6      |
| 2008-2009 | Ligue 1     | 4,8      | 7,1      | nc       | 32,8     | nc       | 51,3     | 41,1    | 72,2    | -20,9      | 18,9     | -0,3     |
| 2009-2010 | Ligue 1     | 4,9      | 8,2      | nc       | 38,0     | nc       | 55,2     | 48,6    | 78,1    | -22,9      | 22,7     | -1,1     |
| 2010-2011 | Ligue 1     | 5,5      | 6,6      | nc       | 45,5     | nc       | 67,4     | 56,2    | 88,9    | -21,5      | 12,5     | -5,9     |
| 2011-2012 | Ligue 1     | 6,4      | 10,5     | nc       | 58,2     | nc       | 80,1     | 87,5    | 125,2   | -45,1      | 53,7     | 3,8      |
| 2012-2013 | Ligue 1     | 15,3     | 20,1     | nc       | 57,6     | nc       | 97,3     | 62,0    | 118,0   | -20,6      | 19,0     | -3,0     |
| 2013-2014 | Ligue 1     | 11,2     | 16,8     | nc       | 37,0     | nc       | 69,4     | 62,2    | 114,7   | -45,3      | 32,3     | -16,4    |
| 2014-2015 | Ligue 1     | 12,2     | 15,2     | nc       | 38,7     | nc       | 72,1     | 48,2    | 101,0   | -28,8      | 34,3     | 0,9      |
| 2015-2016 | Ligue 1     | 8,1      | 10,5     | nc       | 36,1     | nc       | 57,3     | 49,5    | 95,4    | -38,1      | 20,7     | -17,9    |
| 2016-2017 | Ligue 1     | 7,0      | 10,2     | nc       | 35,6     | nc       | 55,4     | 58,9    | 115,6   | -60,1      | 24,8     | -40,5    |

Légende : Matchs = recettes matchs avec billetterie, Spons. = sponsors et publicités, Subv. = subventions des collectivités, TV = droits audiovisuels, Merch. = merchandising, Rémun. = rémunérations du personnel, Rés. expl. = résultat d'exploitation, Mutation = résultat exceptionnel (indemnités de mutation), Rés. net = résultat net.

#### Transferts les plus coûteux
Les tableaux suivants recensent les transferts les plus onéreux réalisés dans l'histoire du club. Le recrutement le plus cher est celui de Jonathan David pour 32 millions d'euros (bonus inclus) en provenance du KAA La Gantoise tandis que la cession la plus importante est la vente de Victor Osimhen au SSC Naples pour 81,3 millions d'euros (bonus inclus). Ces deux transactions se sont déroulées lors de l'été 2020.
| Rang | Joueur                                | Montant | Provenance                 | Date                            |
| ---- | ------------------------------------- | ------- | -------------------------- | ------------------------------- |
| 1er  | Jonathan David                        | 27 M€   | KAA La Gantoise            | 11 août 2020                    |
| 2e   | Renato Sanches                        | 20 M€   | Bayern Munich              | 23 août 2019                    |
| 3e   | Yusuf Yazıcı                          | 16,5 M€ | Trabzonspor                | 6 août 2019                     |
| 4e   | Thiago Maia Mohamed Bayo              | 14 M€   | Santos FC Clermont Foot    | 25 juillet 2017 13 juillet 2022 |
| 5e   | Victor Osimhen Hákon Arnar Haraldsson | 12 M€   | Charleroi SC FC Copenhague | 1er août 2019 17 juillet 2023   |

| Rang | Joueur                                 | Montant | Destination                         | Date                                        |
| ---- | -------------------------------------- | ------- | ----------------------------------- | ------------------------------------------- |
| 1er  | Victor Osimhen                         | 81,3 M€ | SSC Naples                          | 31 juillet 2020                             |
| 2e   | Nicolas Pépé                           | 80 M€   | Arsenal FC                          | 1er août 2019                               |
| 3e   | Leny Yoro                              | 62 M€   | Manchester United                   | 18 juillet 2024                             |
| 4e   | Amadou Onana Lucas Chevalier           | 40 M€   | Everton Paris Saint-Germain         | 9 août 2022 9 août 2025                     |
| 5e   | Eden Hazard Rafael Leão Bafodé Diakité | 35 M€   | Chelsea FC AC Milan AFC Bournemouth | 1er juillet 2012 1er août 2019 13 août 2025 |

#### Équipementiers
L'équipementier français Le Coq sportif a été le premier d'entre eux. Il est apparu sur les maillots entre 1970 et 1975. S'ensuivent entre autres les Allemands Puma et Adidas respectivement entre 1979 et 1988 puis lors de la saison 1995-1996 ainsi que les américains Reebok et Nike présents sur les maillots du club entre 1996 et 2001. Ont suivi l'équipementier Kipsta du groupe Oxylane basé dans la métropole lilloise entre 2001 et 2006, Airness jusqu'en 2008 et enfin Canterbury pour les saisons 2008-2009 et 2009-2010. Rachetée par JD Sports en août 2009, la marque néo-zélandaise décide de rompre le contrat pour recentrer son activité sur le rugby. Suit Umbro qui a fourni les maillots du club lillois jusqu'en 2013, date qui correspond à la vente de la marque par Nike. Fin 2012, Nike reprend le contrat d'Umbro et fournit les maillots jusqu'à son expiration en 2016.
En juin 2016, le club annonce un contrat de partenaire officiel et d'équipementier avec l'américain New Balance à partir de la saison 2016-2017, jusqu'à la fin de la saison 2025-2026. Une collaboration renouvelée en 2021 pour 5 ans.

#### Sponsors
Les premiers sponsors apparaissent sur les maillots lillois au début des années 1970, après la remontée du club en deuxième division. En 1971, la limonade Pel d'Or de la marque Pelforth, le constructeur automobile Simca et le charcutier Jean Caby deviennent les pionniers. En 1974, Peaudouce s'installe sur les maillots et ce pendant quatorze ans. En octobre 1987, Peaudouce est racheté par Svenska Cellulosa pour 2 milliards de francs, ce dernier refusant de continuer le contrat de sponsor après la saison 1987-1988.
Peaudouce cède sa place à un duo Shopi et Pier Auge puis Shopi et Maisons Mikit pour la saison 1990-1991. À partir de cette année-là, le sigle LOSC fait son apparition sur les maillots pour masquer le manque d'intérêt des sponsors et l'intermittence des autres partenaires comme Eurest ou Bondex. Avec l'arrivée à la présidence de Bernard Lecomte, le club a su trouver de nouveaux sponsors comme l'enseigne de ventes à distance La Redoute, la compagnie aérienne Air Liberté, Hygena, Tousalon ou encore le Crédit agricole mais hésitants à investir davantage vu la situation financière rigoureuse.
Avant d'être actionnaire minoritaire de la société anonyme en 2004, le logo du groupe Partouche fit une apparition sur les maillots dès la saison 1998-1999. En 2000, le groupe spécialisé dans les casinos et les hôtels se retire pour trois saisons laissant la place à la banque néerlandaise ING Direct fraîchement implantée en France. Partouche revient en 2003 et reste le seul sponsor présent sur les maillots du club pendant une dizaine d'années. En 2014, Partouche arrête son partenariat avec le LOSC et la société Etixx, entreprise faisant partie du groupe Omega Pharma, devient le sponsor principal du club ; le voyagiste néerlandais Vacansoleil, DLSI et l'opérateur de paris sportifs NetBet complètent le sponsoring,,. Partouche revient sur les maillots du club l'année suivante. Avec 15 ans de présence sur les maillots des Dogues, Partouche est le sponsor le plus fidèle qu'a connu le LOSC depuis sa création.
De 2019 à 2022, le sponsor principal est l'entreprise spécialisée dans l'électronique et l'électroménager, Boulanger, qui laisse ensuite sa place au revendeur de voitures britannique Cazoo.

## Soutien et image

### Affluence
Le LOSC réalise sa meilleure affluence moyenne lors de la saison 2012-2013. Cette saison-là, en moyenne 40 593 spectateurs ont assisté aux matchs à domicile du club qui participe à la Ligue des Champions mais qui termine finalement sixième sans qualification européenne en fin de saison. Le club bat son précédent record établi lors de la saison 2008-2009 avec 17 911 spectateurs en moyenne, saison qui comprend la meilleure affluence sur un match. Il s'agit de la rencontre contre l'Olympique lyonnais au stade de France avec 78 056 spectateurs. La pire affluence moyenne est logiquement réalisé en Division Nationale. Lors de la saison 1969-1970 où le LOSC perd son statut professionnel, les joueurs évoluent devant 1 264 spectateurs en moyenne.
Au stade Henri-Jooris, le record d'affluence est 28 813 personnes présentes lors de la rencontre opposant le LOSC au Racing Club de Paris (2-2) pour le compte de la 24e journée du championnat 1949-1950. Dans le stade Grimonprez-Jooris, la meilleure affluence pour un match est réalisée le 7 avril 1979, avant que commence la série de réfections qui va réduire progressivement la capacité de Grimonprez-Jooris. Pour la 31e journée de première division, le LOSC promu reçoit puis bat l'AS Saint-Étienne devant 25 578 spectateurs. Le record d'affluence dans le Stadium Lille Métropole est établi le 28 août 2011 : 17 906 spectateurs ont vu la victoire du LOSC contre l'Olympique de Marseille en clôture de la quatrième journée de championnat. Dans le stade Pierre-Mauroy, le record est 49 712 personnes assistant à la rencontre LOSC – Paris Saint-Germain (5-1), 32e journée de la Ligue 1 2018-2019,,.
Par ailleurs, au classement du championnat de France des tribunes, qui récompense la fidélité du public ainsi que l'ambiance et l'animation dans le stade, le LOSC se classe deux ans de suite troisième de Ligue 1, lors des saisons 2009-2010 et 2010-2011, avant de remporter le championnat des tribunes lors des saisons 2011-2012 et 2012-2013.
En termes d'abonnés au club, on en comptait 5 356 lors de la saison 2004-2005 (première saison des Dogues dans le Stadium Nord), 10 000 lors de la saison 2010-2011 (saison du doublé coupe-championnat) et 14 500 la saison suivante. Avec l'entrée du LOSC dans le Grand Stade, le nombre d'abonnés est doublé et dépasse la barre des 30 000.

### Supporters

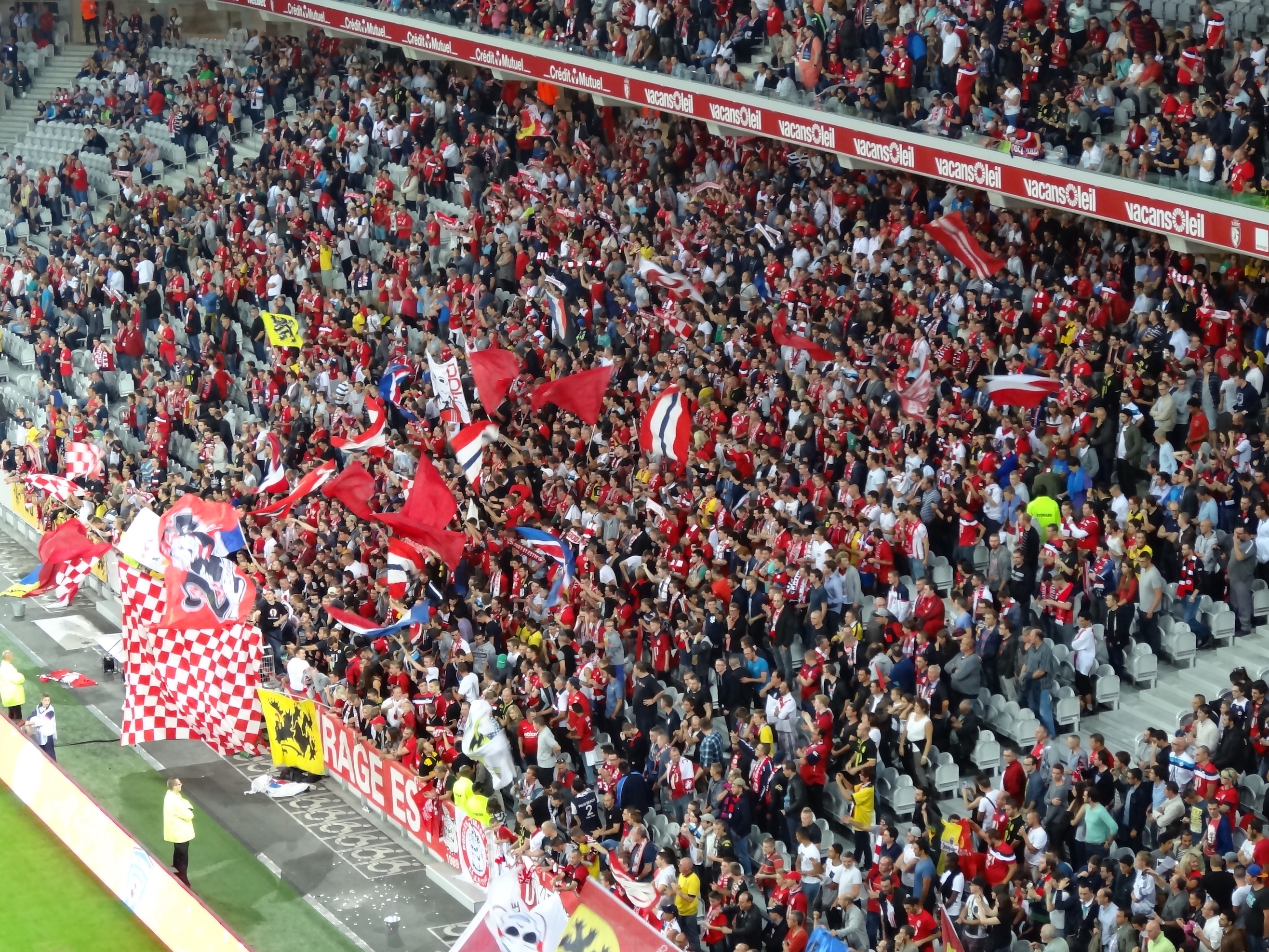
Le kop lillois au stade Pierre-Mauroy.

Les premiers groupes de supporters voient le jour en 1912, une décennie après la fondation de l'Olympique lillois. Les deux plus importants d'entre eux se nomment Hardis les Dogues et Allez Lille et comptent plus de 2 000 membres ensemble. Lors de son âge d'or des années 1950, des milliers de supporters se rendent à Paris, envahissant la Gare du Nord, pour assister aux nombreuses finales de Coupe de France que dispute le club au stade de Colombes. Le retour de l'équipe à Lille après une victoire se déroulait dans une liesse généralisée. Mais peu à peu, avec le déclin sportif du club, la ferveur s'est progressivement éteinte, même si un noyau dur de supporters a toujours su garnir le stade Henri-Jooris puis Grimonprez-Jooris et se retrouver derrière l'équipe.
Toutefois, les bons résultats de l'équipe dans les années 2000 ont quelque peu élargi l'audience du club lillois à toute la région, même si la majeure partie des supporters reste toujours dans l'arrondissement de Lille. Les abonnées qui y habitent sont estimés à 82 % selon un rapport d'expertise du Grand Stade Lille Métropole et le CERTU datant de 2009. Un abonné sur six vient de Lille même, deux sur six viennent de la proche périphérie de Lille et deux sur six habitent la communauté urbaine.
Le plus important groupe de supporters à l'heure actuelle est les Dogues Virage Est, créés en 1989 et originellement situés, comme leur nom l'indique, dans le virage est du stade Grimonprez-Jooris. Ils déménagent en seconde basse en 2001, en tribune Nord au Stadium Lille Métropole puis également en tribune Nord dans le Grand Stade. Moteur de l'ambiance des tribunes lilloises, les DVE ont profité de la disparition d'anciens groupes comme les Dogs United, les Insula Razzia ou les Rijsel Spirit pour se renouveler. Les DVE ont par ailleurs scellé une amitié avec la Brigade Sud Nice, groupe de supporters de l'OGC Nice.
D'autres clubs de supporters du LOSC existent toujours tels que les Dogues Devils, La section Linselles, les Dogues du Net, les Dogues du Vieux-Lille, les Go Rijsel ou les Y'est d'dins.
L'animation officielle des tribunes est assurée entre 1989 et 2019 par Anne-Sophie Roquette. Elle reçoit en 2000 le Micro d'Or de la meilleure animatrice de Division 2, puis l'année suivante en Division 1 avant de se voir attribuer le prix à nouveau en 2011.
Un partenariat a été créé entre le LOSC et l'association Doggies, les ambassadeurs du fair play qui inculque les valeurs de fair-play, de citoyenneté et de respect de l'adversaire notamment face au RC Lens où les doggies offrent chaque année des cadeaux aux supporters artésiens. C'est une adaptation des Juniors clubs britanniques.
Depuis 2017, un groupe de supporters: les Go Rijsel Spirit, font leur apparition dans le virage Sud, faisant face au DVE.

### Rivalités
La réception du Racing Club de Lens ainsi que le déplacement au stade Félix-Bollaert font partie des matchs les plus attendus de la saison par tous les supporters loscistes. L'origine de ce derby remonte au début des années 1930, quand le RC Lens affrontait l'Olympique lillois et le SC Fives. À cette époque, les oppositions aux Lensois étaient déjà craintes des supporters. En raison de la proximité entre les villes de Lille et Lens, séparées de 40 kilomètres, la rivalité s'est vite développée et a connu un essor à partir de 1937, année de l'accession du RCL en première division.
Depuis les rencontres entre le LOSC et le RCL sont rapidement devenues l'occasion de revendiquer une « suprématie régionale ». Symboliquement, la ville de Lille dite bourgeoise est opposée à la ville de Lens qualifiée de prolétaire. Dans la période faste des années 1950, la presse opposait également la « science lilloise » et la « classe » de joueurs comme Jules Bigot au « courage » et à l'« ardeur » dont faisait preuve l'équipe lensoise.
Des débordements sont parfois à signaler mais cela reste généralement au stade des railleries entre les deux camps, basés sur des clichés sociaux et la situation sportive des clubs quand ils sont en difficulté. Le bilan des confrontations est, à l'heure actuelle, à l'avantage du LOSC : plus titré que son voisin du Pas-de-Calais, le club lillois a remporté neuf derbies de plus que son rival artésien.
Une rivalité régionale beaucoup moins forte existe aussi avec le Valenciennes Football Club, club basé dans le même département que le LOSC (45 kilomètres séparent les deux clubs) et qui évolue dans la même division que le club lillois entre la saison 2006-2007 et la saison 2013-2014. D'autres oppositions sont apparues sporadiquement vis-à-vis de l'ES Wasquehal, quand les deux clubs se côtoyaient en Division 2 entre 1997 et 2000 mais aussi pour une rencontre de la coupe de France 2010-2011, ou de l'US Boulogne CO lors de la montée des Boulonnais pour la Ligue 1 2009-2010.
Par le passé, une rivalité s'était installée avec le Club olympique Roubaix-Tourcoing, notamment lors de l'âge d'or du LOSC entre 1945 et 1955 pendant lequel le CORT a été sacré champion de France. Certaines sources parlent de « grand derby ». Les rencontres LOSC - CORT reprennent les oppositions d'avant-guerre entre l'OL, le RC Roubaix, l'Excelsior de Roubaix et l'US Tourcoing qui avaient pour fond la suprématie industrielle qui se joue entre les villes de Lille, Roubaix et Tourcoing. En première division, le LOSC a remporté cinq derbies de plus que le CORT,, qui disparaît en 1970 après plusieurs saisons en Division d'honneur.
Par ailleurs, l'Olympique lillois et le Sporting Club fivois, les deux clubs de Lille qui ont donné naissance au LOSC, se sont affrontés lors des derbies lillois,,. D'abord inscrites à des fédérations de football différentes, les deux clubs se sont affrontées une vingtaine de fois en compétition officielle puis ont décidé de mettre leur rivalité de côté pour s'unir et former le LOSC.
Aussi, les rencontres en coupe d'Europe avec les clubs de la toute proche Belgique sont l'occasion de parler de « derby »,, « derby des Flandres », « derby transfrontalier » ou « derby franco-belge ». Le LOSC est d'ailleurs, à l'heure actuelle, invaincu contre les clubs belges dans le cadre des compétitions organisées par l'UEFA (3 victoires et 3 matchs nuls). Le club lillois s'est cependant incliné contre un club belge, le Beerschot Anvers, à domicile lors de la coupe Intertoto 1967, compétition estivale qui n'était pas organisée par l'UEFA à l'époque.
| Les clubs voisins du LOSC                      | \| Division des clubs lors de la saison 2024-2025[q] \| Division des clubs lors de la saison 2024-2025[q] \| \| ------------------------------------------------- \| ------------------------------------------------------------------------------------------------------------------------------------------------------------------------------------------- \| \| \| Ligue 1 : LOSC, RC Lens Ligue 2 : USL Dunkerque National 1 : US Boulogne, Valenciennes FC National 2 : Wasquehal Football, Ent. Feignies Aulnoye Disparu : CO Roubaix-Tourcoing (1945-1970) \| |
| Division des clubs lors de la saison 2024-2025 | |
|                                                | Ligue 1 : LOSC, RC Lens Ligue 2 : USL Dunkerque National 1 : US Boulogne, Valenciennes FC National 2 : Wasquehal Football, Ent. Feignies Aulnoye Disparu : CO Roubaix-Tourcoing (1945-1970) |

### Relations avec les médias
Le club s'est doté d'une cellule de communication, LOSC Médias, qui regroupe les différents supports de communication. Le club lillois dispose d'un site officiel losc.fr créé en 2002 et d'une Web TV depuis mars 2006. LOSC TV, appelé LOSCwebTV jusqu'en 2008[source insuffisante], est la première télé de club français exclusivement accessible sur la toile. LOSC Médias publie également réservoir dogues, en partenariat avec le journal gratuit Metro puis avec le quotidien régional La Voix du Nord avant de laisser sa place depuis 2017 à LOSC In The City[source insuffisante] (avec un format reprenant celui de GO LOSC). Ces cahiers sont proposés aux lecteurs du journal ainsi qu'aux supporters lors des matchs à domicile[source insuffisante]. Il contient les informations pratiques et commerciales ainsi que les dernières nouvelles des joueurs, les prochaines échéances sportives et les statistiques sur l'équipe adverse. LOSC Médias a également publié LOSC Insider, un supplément d'une dizaine de pages publié en complément de La Gazette Nord-Pas-de-Calais sur les sujets péri-sportif, économique et stratégique liés au club, ainsi que le magazine Go LOSC !, apparu en septembre 2007 pour cesser à l'été 2013. Il était publié bimestriellement.
Le pôle médias du club comprend aussi une page sur plusieurs réseaux sociaux (Facebook, Instagram, Snapchat, Twitter) et l'application mobile qui est disponible sur l'App Store et le Google Play. Depuis la saison 2011-2012, le club a lancé LOSC Live composé d'un live audio sur Dailymotion et des statistiques mises à jour en direct par Amisco.
En plus de l'entité LOSC Médias, le club bénéficie d'une exposition particulière sur la chaîne locale Grand Lille TV, qui est diffusée sur la TNT, son site Internet et son application mobile. Lancée en septembre 2009, la chaîne d'information propose des reportages complets sur le LOSC et retransmet en différé les rencontres du club, généralement la dernière rencontre à domicile ou un des matchs européens du club. Le LOSC était actionnaire de la chaîne à 40 % jusqu'au rachat en 2011 des parts par Michel Seydoux et sa société MS Investissements.
À l'instar des clubs de Lens, Valenciennes et Boulogne-sur-Mer, le LOSC est suivi par la presse régionale, notamment par Nord Éclair, La Voix du Nord et son avatar hebdomadaire, La Voix des Sports. Concernant la radio locale, France Bleu Nord couvre les matchs du LOSC ainsi que toutes les équipes régionales. L'antenne régionale de France 3 revient régulièrement sur l'actualité du club via les différentes éditions du journal télévisé.
Dans les médias nationaux, le LOSC est largement supplanté par le trio médiatique PLM, pour Paris, Lyon et Marseille. Néanmoins, le club est reconnu pour son excellence sportive[réf. nécessaire] grâce à sa régularité dans le haut du classement ces dernières années et le doublé championnat-coupe de France réalisé en 2011. Plus généralement, l'image que renvoie le LOSC dans les médias est celle d'un club sérieux et discret qui travaille dans la continuité sans crise majeure[Interprétation personnelle ?].

### Popularité
Plusieurs sondages montrent que le LOSC est assez apprécié par les Français, même s'il ne met pas en péril la popularité de l'Olympique de Marseille, de l'Olympique lyonnais ou du Paris Saint-Germain. En 2006, 3 % du panel Ipsos a répondu le LOSC à la question « Quel est le club de football professionnel français que vous préférez ? » ; il apparaît ainsi à la sixième place du classement établi par l'institut[source insuffisante]. Trois ans plus tard, le club lillois est le huitième club de l'élite préféré par les Français selon l'IFOP. En 2010, l'institut de sondages LH2 révèle que le LOSC est le sixième club de Ligue 1 préféré avec 4 % des choix.
En janvier 2012, selon un sondage de La Voix du Nord, le club est préféré par les habitants du Nord-Pas-de-Calais (NPDC) à 39 %, dépassant le Racing Club de Lens. Au niveau national, le LOSC supplante également le RCL : 28 % des Français choisissent le LOSC contre 16 % pour le club artésien. C'est la première fois que le LOSC obtient de meilleurs résultats que le RCL dans le sondage bisannuel[réf. souhaitée] de La Voix du Nord.
En juin 2012, le baromètre ScanClub de la société Advent confirme cette tendance. Le Parisien publie un sondage dans lequel les résidents du NPDC se considèrent supporters d'abord du LOSC puis du RCL. Le club est également le deuxième club préféré dans la région Franche-Comté derrière le club local, le FC Sochaux-Montbéliard. Toujours selon ce même sondage, le LOSC connaît une popularité en dehors du NPDC et le club est réputé avoir une « dimension nationale ». En mars 2014, le baromètre UCPF-LFP-Ipsos d'image des clubs professionnels indique que le LOSC arrive en tête des clubs en termes de bonnes images.
Interrogé par le quotidien sportif L'Équipe à la fin de la saison 2013-2014, 193 joueurs, entraîneurs et présidents de Ligue 1 sont consultés sur la composition d'une « Ligue 1 idéale ». 98 % d'entre eux intègrent le club lillois dans ce championnat idéal. Cette quasi-unanimité se retrouve chez les 327 000 internautes ayant voté (95 %). La rédaction du quotidien est quant à elle unanime sur à la présence du LOSC dans ce championnat de rêve.
Selon une étude IFOP de mai 2015 commandée par France Football, le LOSC obtient 86 % d'opinions favorables auprès de la population. Le club se classe ainsi troisième derrière le FC Nantes et les Girondins de Bordeaux,.

### Le LOSC dans la culture populaire
En 1976, une séquence du film Le Corps de mon ennemi réalisé par Henri Verneuil se déroule dans le nouveau stade Grimonprez-Jooris ; debout sur la tribune non couverte, Jean-Paul Belmondo observe l'intérieur de l'enceinte inaugurée un an plus tôt. Lors de cette scène, le stade Grimonprez-Jooris a pour nom Stade Auguste Beaumont-Liégeard.
En 1987, Grand Jojo, chanteur belge et supporter du LOSC, publie une chanson Allez Lille à la gloire du club.
Le club est représenté dans une bande dessinée franco-belge sur l'univers du football appelée Éric Castel. Éric Castel, joueur du FC Barcelone et personnage principal de l'intrigue, signe pour le club lillois.
En 2001, Vahid Halilhodžić alors entraîneur du LOSC fait son apparition dans les Guignols de l'info. Il est alors caricaturé comme un entraîneur dur et autoritaire mais avec une « sacrée classe ». Son premier sketch fait suite à la victoire lilloise sur le terrain de la Fiorentina en coupe UEFA. En 2006, un autre sketch des Guignols parle du club, alors troisième de la Ligue 1 2006-2007. La marionnette d'Aimé Jacquet dit alors : « L'ogre lillois, tapi dans l'ombre, qui attend son heure ! ». Ce sketch ironise sur le maintien d'un suspense par Canal+, diffuseur de la compétition, alors que l'Olympique lyonnais possède une avance record d'une quinzaine de points, presque impossible à rattraper par les concurrents. La saison suivante, les Guignols font une nouvelle fois référence au club lillois (« Strasbourg-Lille ») et raillent cette fois le niveau général du championnat français et le nombre de rencontres se terminant sur le score de 0-0.

## Autres équipes

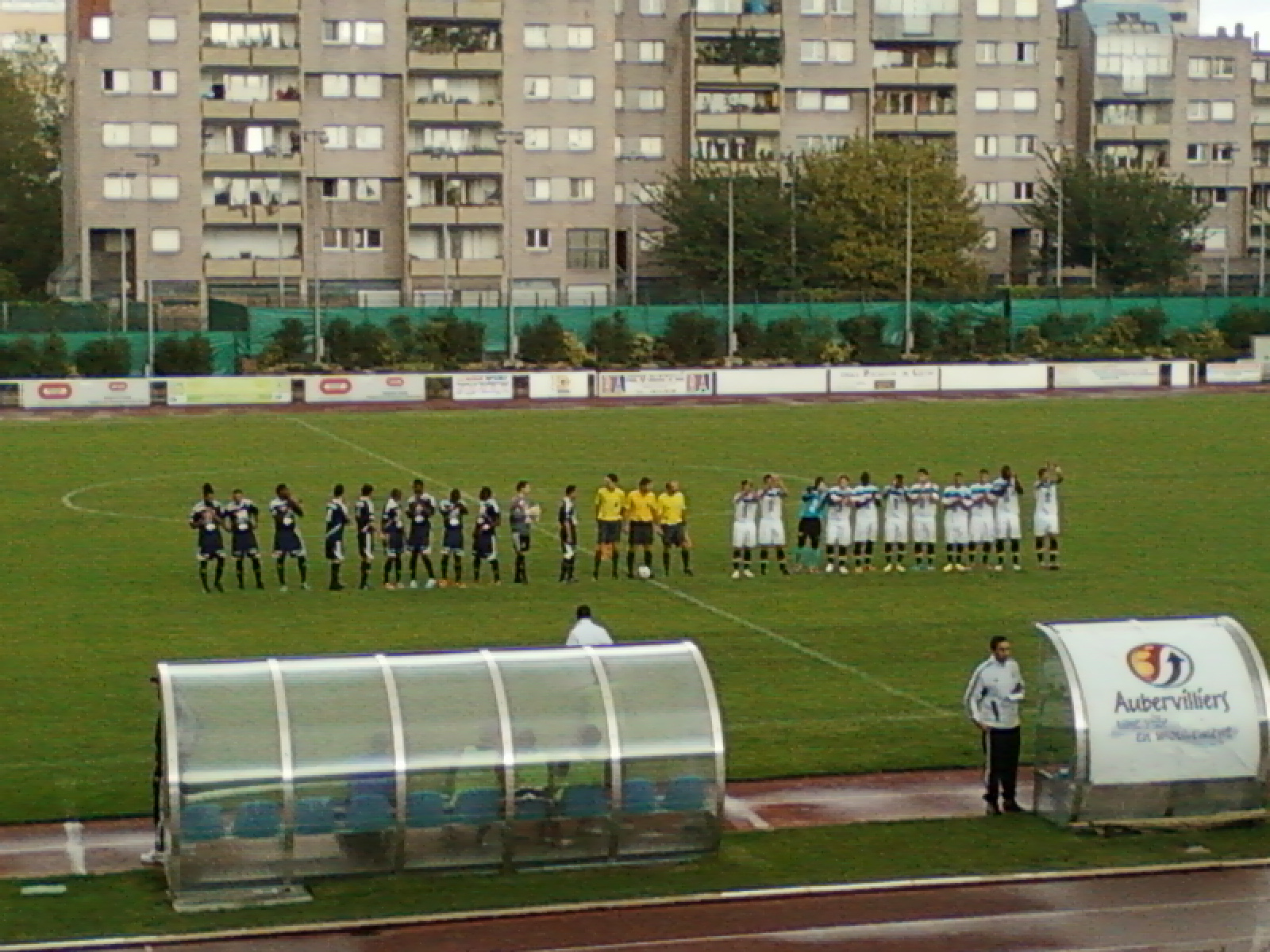
En 2011, le FCM Aubervilliers reçoit la réserve du LOSC.

### Équipe réserve
L’équipe réserve du LOSC sert de tremplin vers le groupe professionnel pour les jeunes du centre de formation. Son terrain habituel à domicile est le terrain d'honneur du domaine de Luchin. Pour la saison 2022-2023, elle évolue dans le groupe I du National 3 qui correspond au cinquième niveau dans la hiérarchie du football en France.
La réserve du LOSC a terminé première de son groupe du championnat de France amateur (CFA) lors de la saison 2001-2002 et a donc pu participer au championnat de France des réserves professionnelles. Après une victoire en prolongations à domicile contre l'AJ Auxerre, le LOSC atteint la finale de ce championnat. Emmenés par Éric Guérit, les coéquipiers de Stéphane Dumont butent sur l'équipe réserve de l'Olympique de Marseille et perdent sur le score de deux buts à rien. En 1972 et 1986, la réserve a aussi terminé première du groupe Nord mais en Division 3,.

### Équipes de jeunes
| Compétitions de jeunes |
| --- |
| - Coupe Gambardella (1) - Vainqueur : 1960 - Finaliste : 1955 et 2000 - Tournoi de Montaigu (1) - Vainqueur : 2002 - Championnat National des Cadets (-16 ans) (1) - Vainqueur : 1989 - Championnat National (U17) (0) - Finaliste : 2019 - Championnat National (- 15 ans) (1) - Vainqueur : 1997 - Coupe Nationale des Poussins (1) - Vainqueur : 1985 - Finaliste : 1997 |

Le LOSC possède neuf formations de jeunes, de l’école de football aux juniors. En 2022-2023, les U19 et les U17, rassemblant respectivement les joueurs de moins de 19 ans et les joueurs de moins de 17 ans du club nordiste, évoluent dans leur championnat national respectif.
Les U19 participent chaque année à la coupe Gambardella. Les juniors, précédent nom attribué aux U19, en atteignent la finale lors de la première édition en 1955 mais sont sévèrement battus par l'AS Cannes sur le score de trois buts à rien. Cinq ans plus tard, en 1960, ils parviennent à s'imposer en finale contre l'US Quevilly par la plus petite des marges (1-0). C'est par le même score qu'en 2000, les coéquipiers de Stéphane Dumont, Matt Moussilou et José Saez seront battus par les juniors de l'AJ Auxerre, tenants du titre.
Les cadets du club (qui rassemblent les joueurs de moins de 16 ans) remportent en 1989 l'avant-dernière édition du championnat national des cadets contre le Paris Football Club. Cette équipe, alors entraînée par Jean-Noël Dusé, comptait parmi ses rangs Oumar Dieng et Frédéric Dindeleux qui seront intégrés plus tard à l'effectif professionnel. À partir de la saison 1990-1991, ce championnat est remplacé par le championnat national des moins de 17 ans et le championnat de France de moins de 15 ans. C'est en 1997 que le LOSC remporte ce dernier en battant les moins de 15 ans du Stade rennais trois buts à un. Mathieu Delpierre qui était dans l'équipe, rejoindra le groupe professionnel et s'imposera progressivement en défense.

### Section féminine
Le 23 juillet 2015, le LOSC Lille annonce la création de sa section féminine. Issue de la fusion entre le FF Templemars-Vendeville et le LOSC, la nouvelle entité s'appuie l'organigramme en place au sein du club de Templemars. 130 licenciées, l'équipe fanion et les catégories de jeunes, forment ainsi la section féminine du LOSC. L’équipe première occupe les installations du Stadium Lille Métropole alors que les catégories de jeunes restent sur les structures sportives de Templemars.
Après une sixième place en deuxième division pour sa première saison, l'équipe féminine obtient sa promotion pour l'élite au bout de la saison 2016-2017. Elle y restera durant deux saisons avant de descendre en D2 à la fin de la saison 2018-2019. Elle disputera également sa première finale de Coupe de France contre l'Olympique Lyonnais (1-3)[3]. Au moment de la descente, les rênes de l'équipe sont confiées à Rachel Saïdi, ancienne joueuse et capitaine du Club. S'appuyant sur des joueuses du Centre de Formation, l'équipe dispute les premiers rôles dans le championnat. Après une saison 2019-2020 coupée par le COVID et une troisième place, l'équipe continue de s'améliorer en finissant 4e la saison suivante puis sur le podium (3e) la saison dernière. À la fin de la saison 2022-2023, sa quatrième saison en D2, le LOSC termine à la première place du groupe A en assurant sa montée lors de la 19e journée en s'imposant au CA Paris (1-2). Les joueuses de Rachel Saïdi disputeront la saison 2023-2024 en D1 Arkema.
| Palmarès de l'équipe féminine                                                                                |
| --- |
| - Championnat de France D2 (1) - Champion : 2017 - Vice-champion : 2023 - Coupe de France - Finaliste : 2019 |